# Česká pirátská strana
Česká pirátská strana (zkratka Piráti) je česká středová až středolevicová liberální politická strana založená v roce 2009. V letech 2021–2024 byla součástí kabinetu Petra Fialy, do něhož vstoupila v koalici Piráti a Starostové. Poté, co prezident republiky v září 2024 odvolal vicepremiéra, ministra a pirátského předsedu Ivana Bartoše na návrh premiéra, strana vládu opustila. Předsedou strany je od roku 2024 Zdeněk Hřib.
V parlamentních volbách roku 2017 vstoupila strana poprvé do Poslanecké sněmovny, kde se ziskem 22 z 200 mandátů stala třetí nejsilnější stranou. Pod vedením předsedy Ivana Bartoše byla součástí opozice vůči menšinové koaliční druhé vládě Andreje Babiše. Strana nominovala také pět aktivních senátorů, naposledy Adélu Šípovou a Davida Smoljaka v roce 2020 a Lukáše Wagenknechta v roce 2018. V komunálních volbách téhož roku uspěli Piráti v řadě obcí, včetně největších měst; v pražském zastupitelstvu vytvořili vládnoucí koalici a volební lídr Zdeněk Hřib obsadil post primátora. Pirátští zastupitelé také vstoupili do vládnoucích koalic v městských radách Brna a Ostravy. Ve volbách do Evropského parlamentu 2019 získala strana tři mandáty v Evropském parlamentu (EP) a Marcel Kolaja byl zvolen jeho místopředsedou, tuto funkci pak vykonával až do ledna 2022. Poslanci Pirátů jsou v EP členy skupiny Zelení / Evropská svobodná aliance. Ve volbách do zastupitelstev krajů v říjnu 2020 získali Piráti 99 ze 675 krajských zastupitelských křesel a následně vytvořili vládnoucí koalice s jinými stranami v devíti ze třinácti krajů.
Program strany se zaměřuje na politickou transparentnost, osobní odpovědnost politiků, boj proti korupci, e-Government, podporu malých a středních podniků, předcházení daňovým únikům a odlivu kapitálu z Česka skrze firmy zahraničních vlastníků, financování místního rozvoje, účast veřejnosti na demokratickém rozhodování (participativní demokracii). Podle svého programu klade strana důraz na zachování právního státu. Strana má dále za cíl reformovat zákony v oblastech finančních trhů a bankovnictví, lobbování. Piráti jsou také proevropská strana, přičemž usiluje o řešení vnímaného demokratického deficitu v Evropské unii prosazením principu subsidiarity, o aktivní zapojení Česka v evropském rozhodování, reformu zdanění nadnárodních korporací a o ochranu životního prostředí.
Mezi klíčové hodnoty strany patří demokracie se zapojením občanů, dobré řízení státu, ochrana občanských práv a podnikání před utlačováním státní byrokracií a záštita občanů před koncentrovanou ekonomickou mocí. Vnitřní organizace strany funguje na principu přímé demokracie. Stranická diskuse je vedena na otevřeném online fóru a ke stranickému rozhodování dochází skrze online volby. Piráti používají veřejně transparentní bankovní účet pro stranické účetnictví.

## Politické pozice

### Politické spektrum a ideologie
Piráti jsou středová
 až středolevicová strana. Jejich hlavní ideologická platforma je v oblasti liberalismu a progresivismu. Voliči strany jsou dle studie z roku 2016 rozmístění na obou stranách politického spektra, pravice i levice. Politolog Lukáš Jelínek v prosinci 2020 pro iROZHLAS popsal politiku Pirátské strany jako výrazně sociální a její postoje k ekonomice a daním jako spíše pravicové, z čehož vyvozoval, že strana je středové a liberálně vyprofilované uskupení. Jan Charvát z Filozofické fakulty Univerzity Jana Evangelisty Purkyně v roce 2015 označil v analýze stranu jako sociálně liberální s občasnými přesahy k levicovému libertariánství. Mezi klíčové hodnoty strany patří demokracie se zapojením občanů, dobré řízení státu, ochrana občanských práv a podnikání před utlačováním státní byrokracií.

### Domácí politika
Program strany se zaměřuje na kontrolu politické moci a státních výdajů skrze politickou transparentnost, zmenšení státní byrokracie skrze e-Government, osobní odpovědnost politiků, boj proti korupci a korporátnímu lobbování, prevence proti obcházení daně zahraničně vlastněnými firmami, podporu malých a středních podniků, financování místního rozvoje, účast veřejnosti na demokratickém rozhodování, ochranu občanských svobod, důraz na právní stát.
Pirátský program má za cíl usnadnit podnikání ze strany státu a úřadů a zároveň zabránit narušování hospodářské soutěže jako např. zneužívání dominantního postavení a ovlivňování veřejné moci. Dále se program zasazuje pro zdanění finančního sektoru a finančních institucí, které získaly značný nedemokratický vliv na ekonomiky, státy a vlády skrze koncentraci kapitálu a globalizaci. Piráti chtějí omezit a zdanit vyvádění zisků vytvořených v Česku zahraničními firmami, jež dosahují až 700 miliard korun převedených do zahraničí ročně. Podle programu strany „Zisk vytvořený v Česku bude u nás i daněn. Zlepšíme pravidla, dohled a sankce v případě vyvádění zisků.“
Pirátský program vidí kvalitu a výsledky českého školství v mezinárodním měřítku a bezplatnou a široce přístupnou vzdělanost jako klíčové předpoklady pro vysoce výkonnou rozvinutou znalostní ekonomiku a informační společnost. Plošně vysoké platy pro pedagogy na všech stupních škol a stabilní institucionální podpora vědy a výzkumu jsou hlavní body programu pro školství a vědu. Strana usiluje o podporu vědeckých pracovišť také rozšířením otevřeného přístupu k výsledkům základního výzkumu na veřejných institucích (i na úrovni EU) a o omezení patentového systému v aplikovaném výzkumu v podnicích, jež dle Pirátů častěji omezuje inovaci i konkurenci. Stejně jako u ostatních veřejných a státních institucí, i u škol usiluje program o systémovou demokratizaci a zavedení transparentní organizace pro zlepšení jejich fungování a výsledků.
Zemědělská politika strany navrhuje podporu malým a začínajícím zemědělcům namísto dotování velkých zemědělských podniků. Program podporuje biologicky rozmanité plodiny, lesní hospodářství a hospodaření s půdou, které se zaměřují na řešení ekologických dopadů intenzivního zemědělství a navrhuje odklon od dotování monokulturních plodin, které způsobují degradaci půdy a krajiny. Piráti rovněž navrhují zjednodušit výrobní a spotřebitelský řetězec podporou infrastruktury pro prodej místních a sezónních produktů.
Program strany má environmentální platformu s názvem „ekologie bez ideologie“, která se zaměřuje na odstranění rozsáhlých státních dotací, které podporují fosilní paliva (uhlí, ropa apod.), zastavení nevýhodného (pod tržní cenou) prodeje českých nerostných surovin těžařským společnostem, dále na využití alternativních zdrojů energie (tj. obnovitelné a jaderné) na základě objektivního vědeckého výzkumu a vývoje, dále na udržitelné nakládání s materiály od výroby produktů až po recyklace a odpady, na udržitelnou dopravu s upřednostňováním veřejné dopravy a udržitelné územní plánování a rozvoj měst.
Pirátská strana vede transparentní účet a účetnictví, používá svobodné licence. Strana funguje na principu přímé demokracie a pro vnitrostranická rozhodnutí používá on-line hlasování pro přímou volbu, odvolání a referenda. V únoru 2011 schválil republikový výbor strany základní programový dokument Pirátské dvanáctero. Piráti podporují LGBT práva v Česku, ochranu soukromí, legalizaci konopí, a staví se proti masovému sledování obyvatel. Strana nesouhlasí s používáním výrazu „autorské právo“ v případech, kdy nejde o autory, ale o obchodní model nahrávacích společností a vydavatelů.

#### Program do parlamentních voleb 2017
Čtyři hlavní programové body definované v roce 2017 před vstupem do Poslanecké sněmovny:
- Kontrola moci a státních výdajů prostřednictvím transparentního vládnutí a osobní odpovědnosti politiků
- Zjednodušení státní byrokracie zavedením e-Governmentu
- Podpora malých a středních podniků a elektronického obchodování, řešení odlivu kapitálu z Česka, ke kterému dochází skrze zahraničně vlastněné společnosti, prevence obcházení daňových povinností, ke kterým dochází skrze transakce zisků do daňových rájů
- Ochrana občanských svobod, svoboda informací, svoboda projevu, demokracie a zvyšování účasti veřejnosti na rozhodování (participativní demokracie)

#### Program do parlamentních voleb 2021
Piráti s politickým hnutím Starostové a nezávislí (STAN) uzavřeli v lednu 2021 předvolební koaliční smlouvu, která uvádí jako programové priority nízké daně, dostupnou zdravotní péči v regionech, ochranu klimatu, inovace a transparentní vládnutí.

### Evropa a mezinárodní politika

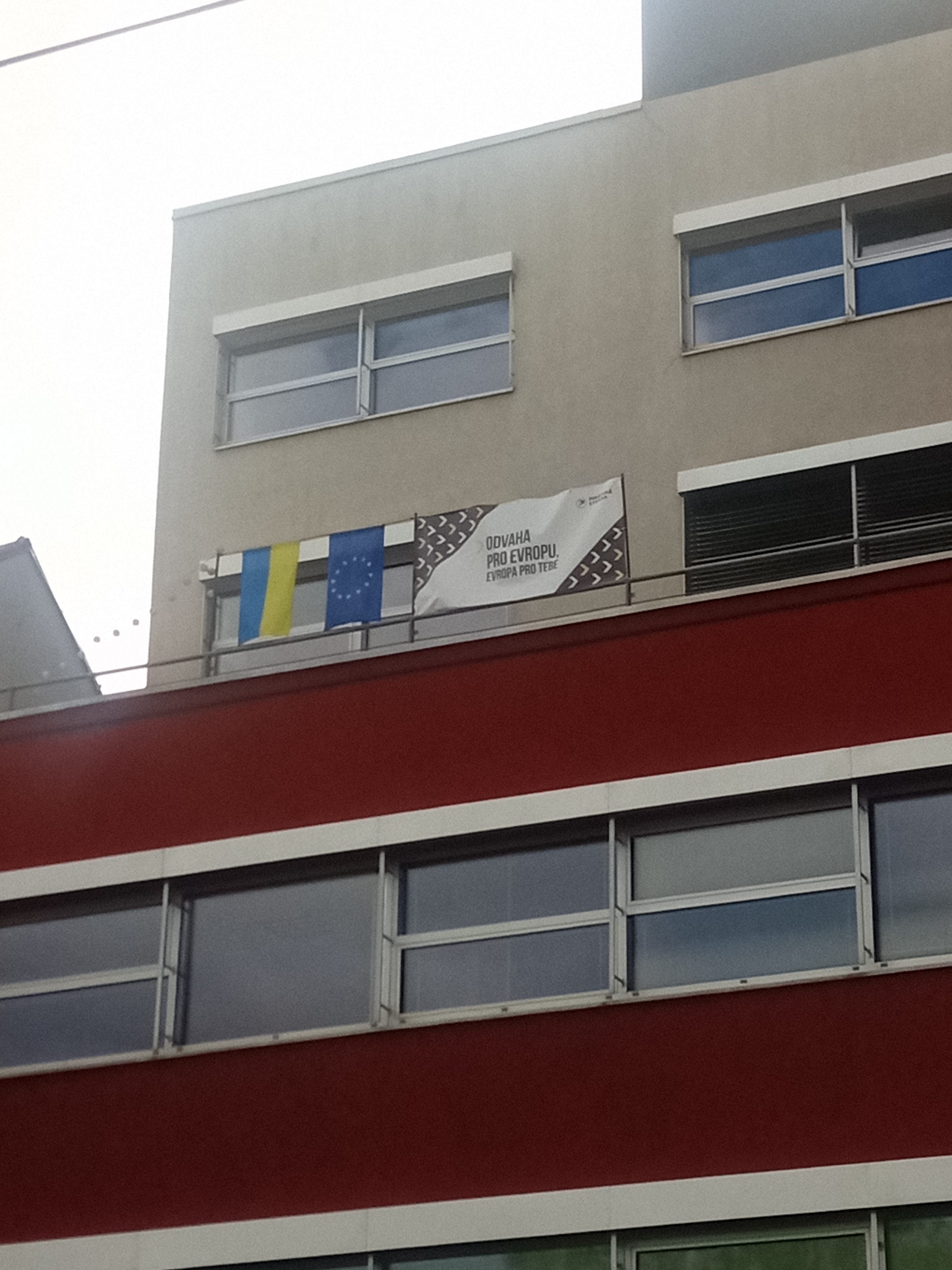
Terasa brněnského Pirátského centra před volbami do Evropského parlamentu v roce 2024

Strana je proevropská a podporuje integraci v rámci EU a zároveň usiluje o zásadní reformy EU. Strana také respektuje stávající české členství v NATO a pražský primátor Zdeněk Hřib považuje vstup do NATO za „jeden z klíčových kroků, prostřednictvím kterého jsme potvrdili naše směřování na západ a posílili svou obranyschopnost“. Někteří Piráti však kritizují agrese ze strany členů NATO, například válku v Iráku, vojenskou intervenci v Libyi nebo tureckou invazi do Sýrie, a poznamenávají, že veškerá angažovanost sil NATO mimo území jejích členských států by měla probíhat pouze tehdy, bude-li podporována formálním usnesením Spojených národů. Podle poslance Františka Kopřivy by si Evropa měla vytvořit vlastní obranný systém. Strana odsoudila anexi Krymu. Podle předsedy strany Bartoše, který sám sebe označuje za pacifistu, sankce jsou jediný mírový způsob, jakým lze konflikt s Ruskem řešit. Bartoš také kritizoval anexi Východního Jeruzaléma Izraelem.
Piráti kritizují úzkou spolupráci EU s nedemokratickým režimem v Turecku, který po neúspěšném pokusu o vojenský převrat v červenci 2016 zahájil rozsáhlé politické čistky proti skutečným i domnělým odpůrcům prezidenta Erdoğana. Pirátští poslanci předali české vládě petici požadující ukončení rozhovorů o vstupu Turecka do Evropské unie a uvalení ekonomických sankcí na Turecko do doby, než turecká armáda ukončí okupaci kurdských oblastí na severu Sýrie. Terčem kritiky Pirátů se stal také vývoz evropských zbraní do Saúdské Arábie a Saúdy vedená vojenská intervence v Jemenu.
Strana podporuje manifest panevropského politického hnutí DieM25, jež se zaměřuje na demokratickou reformaci EU a řešení demokratického deficitu v Evropské unii. Piráti jsou proti Transatlantickému obchodnímu a investičnímu partnerství (TTIP) mezi EU a Spojenými státy. Strana odmítá povinné kvóty pro přerozdělování migrantů mezi členské státy EU, rozlišuje ale mezi ekonomickými migranty a uprchlíky z válečné zóny, kterým by se mělo pomáhat. V otázce integrace migrantů do společnosti Pirátská strana zdůrazňuje důležitost otázek jako je ochrana lidských práv a boj proti rasismu. Piráti podpořili Globální pakt OSN o migraci.
Strana podporuje Zelenou dohodu pro Evropu (European Green Deal), která představuje zásadní plán proměny evropské ekonomiky a počítá například se snížením emisí skleníkových plynů EU do roku 2030 o 55 % ve srovnání s rokem 1990 nebo se zákazem prodeje nových benzinových a dieselových aut od roku 2035.
Členové strany, včetně ministra zahraničí Jana Lipavského, podpořili Izrael ve válce Izraele s Hamásem. Europoslankyně Markéta Gregorová ale zároveň odmítla izraelskou blokádu Pásma Gazy a odříznutí všech lidí v Gaze od elektřiny, vody a potravin. Dne 12. prosince 2023 bylo Česko vedené vládou Petra Fialy jednou z 10 zemí, které hlasovaly proti rezoluci OSN požadující zastavení bojů v Gaze a propuštění všech rukojmích. Průzkum agentury Median pro institut CEDMO v lednu 2024 zjistil, že 57,7 % dotázaných voličů koalice Pirátů a Starostů schvalovalo úroveň české podpory Izraele ve válce v Gaze, 5,9 % si myslelo, že Česko nepodporuje Izrael dostatečně, 19,2 % bylo názoru, že Česko podporuje Izrael příliš moc, a 17,2 % respondentů na otázku neodpovědělo.

#### Program do evropských voleb 2019
Program do voleb do Evropského parlamentu v roce 2019 byl zveřejněn pod záštitou Evropské pirátské strany. Jeho jádro spočívá v řešení demokratického deficitu v Evropské unii, decentralizace a prosazení principu subsidiarity, tj. přenechání rozhodování o místních záležitostech národním a lokálním stupňům veřejné správy, které jsou blízko občanům členských států, reformu zdanění nadnárodních korporací a o řešení dopadu lidských aktivit na prostředí a krajinu.
Kromě reformy autorských práv či digitální agendy pokrývá témata jako vzdělávání, ochranu životního prostředí a zemědělství, zahraniční politiku, obranu, dopravu a daňový systém či vesmírný program. Strana uvedla jako svoje cíle „lidskou, moderní Evropu, která bude udávat světu kurz v otázkách využívání technologií, inovací, demokracie, občanské participace a životního prostředí“. Čeští Piráti zveřejnili svůj vlastní program priorit shrnutý do pěti bodů:
- Svoboda: ochrana svobody proti hrozbám zvenčí posílením evropské obrany a proti vnitřním hrozbám jako autoritářství, extremismus a cenzura
- Upgrade: průhlednost evropského rozhodování, umožnění účasti občanům a přiblížení rozhodování k potřebám občanů
- Bohatství: reforma zdanění korporací, transparentní hospodaření s evropskými penězi, podpora malých a středních podniků
- Udržitelnost: řešení příčin klimatické změny a jejích dopadů na krajinu, řešení odpadů a závislosti na fosilních palivech, rozvoj venkova a farmářů
- Spravedlnost: ochrana spotřebitele, sociální spravedlnost, práva pracovníků

## Historie strany

### Založení strany roku 2009

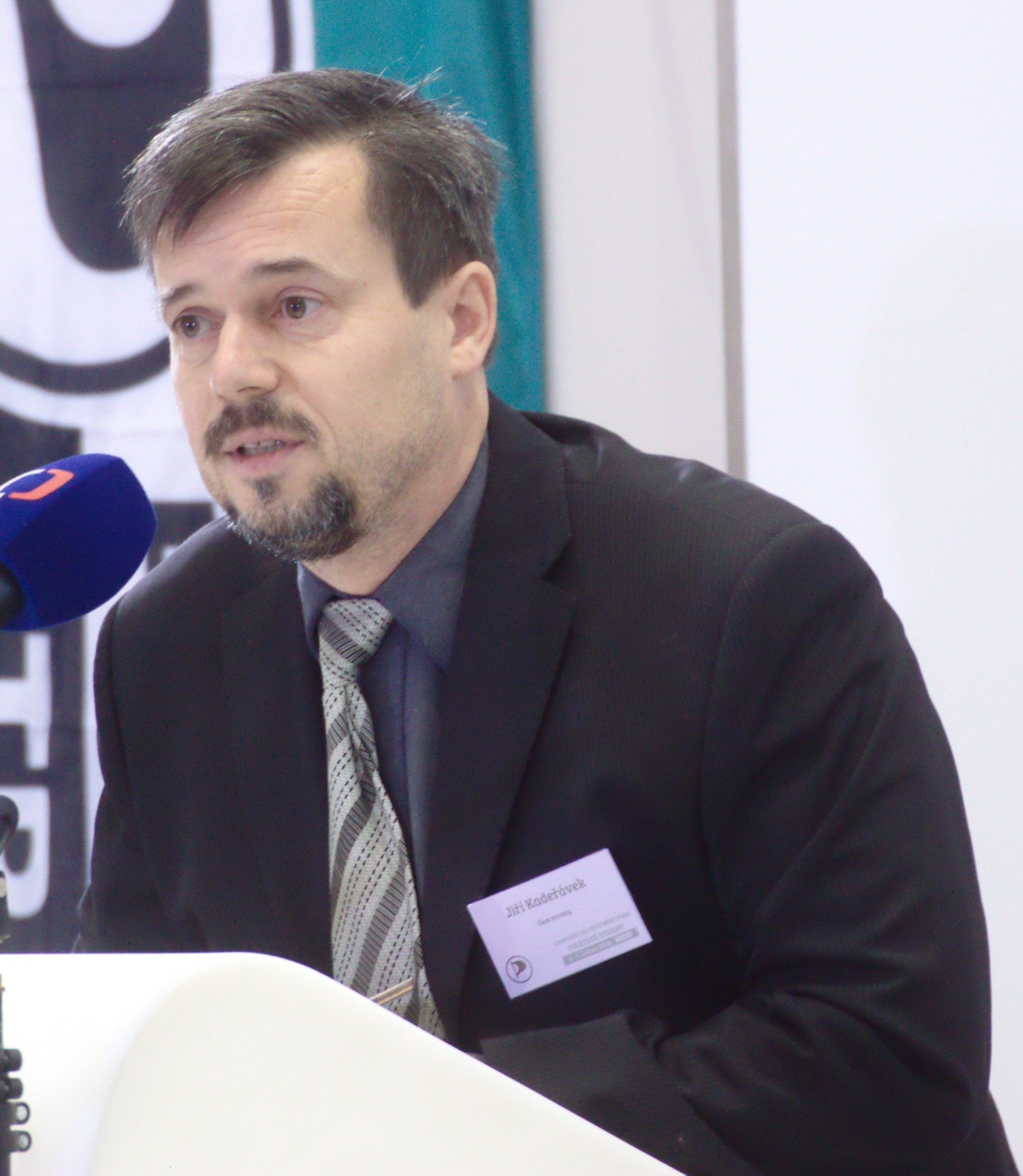
Zakladatel Jiří Kadeřávek se po založení stal prvním místopředsedou strany

Pirátské strany vznikly v mnoha zemích v Evropě i po celém světě jako výraz odporu proti údajnému omezování základních občanských práv vlivnými lobbistickými skupinami. Výzvu k založení České pirátské strany publikoval programátor Jiří Kadeřávek na portálu AbcLinuxu.cz 19. dubna 2009. Zanedlouho se zformoval přípravný výbor a vznikla online petice pro získání zákonem stanoveného počtu podpisů a aktivaci budoucí členské základny. Tisíc podpisů v online petici se straně podařilo shromáždit během méně než dvou dnů od zprovoznění webových stránek strany, do konce měsíce dubna pak signovalo petici na vznik strany přes dva tisíce lidí. V dubnu 2009 začal přípravný výbor rozesílat petiční archy na získané e-mailové adresy za účelem získání pro založení strany potřebného jednoho tisíce fyzických podpisů.
Dne 27. května 2009 byl podán návrh na Ministerstvu vnitra na registraci strany, 17. června téhož roku byla strana ministerstvem vnitra zaregistrována pod číslem MV-39553-7/VS-2009. Do registrace změny stanov 4. srpna 2011 strana vystupovala pod zkratkou ČPS. 28. června 2009 proběhlo v Průhonicích u Prahy ustavující fórum strany, kde bylo zvoleno předsednictvo strany a byla určena hlavní témata volebního programu strany. Předsedou byl zvolen Kamil Horký. Ke konci října 2009 se v Albrechticích nad Orlicí uskutečnilo 1. zasedání celostátního fóra (CF), na kterém došlo k doplnění stanov a volbě nového předsednictva, republikového výboru a komisí. Předsedou byl zvolen Ivan Bartoš, který funkci na zasedání CF v srpnu 2010 v Brně obhájil.
Na třetím zasedání CF konaném v červnu 2011 v Křižanově mimo jiné došlo ke změně zkratky z ČPS na Piráti. V srpnu 2012 proběhlo zasedání CF v Praze. Na něm byly schváleny změny stanov, v kterých je od té doby zanesena explicitní podpora svobodných děl a svobodného software a také povinnost veřejného hlasování volených zástupců, kteří do té doby mohli volit i tajně. Na zasedání bylo dále zvoleno nové předsednictvo, přičemž pozici předsedy obhájil Ivan Bartoš, a byl schválen logotyp.

### Počáteční aktivismus mezi lety 2010 a 2012
Česká pirátská strana 21. prosince 2010 spustila server PirateLeaks po vzoru WikiLeaks.

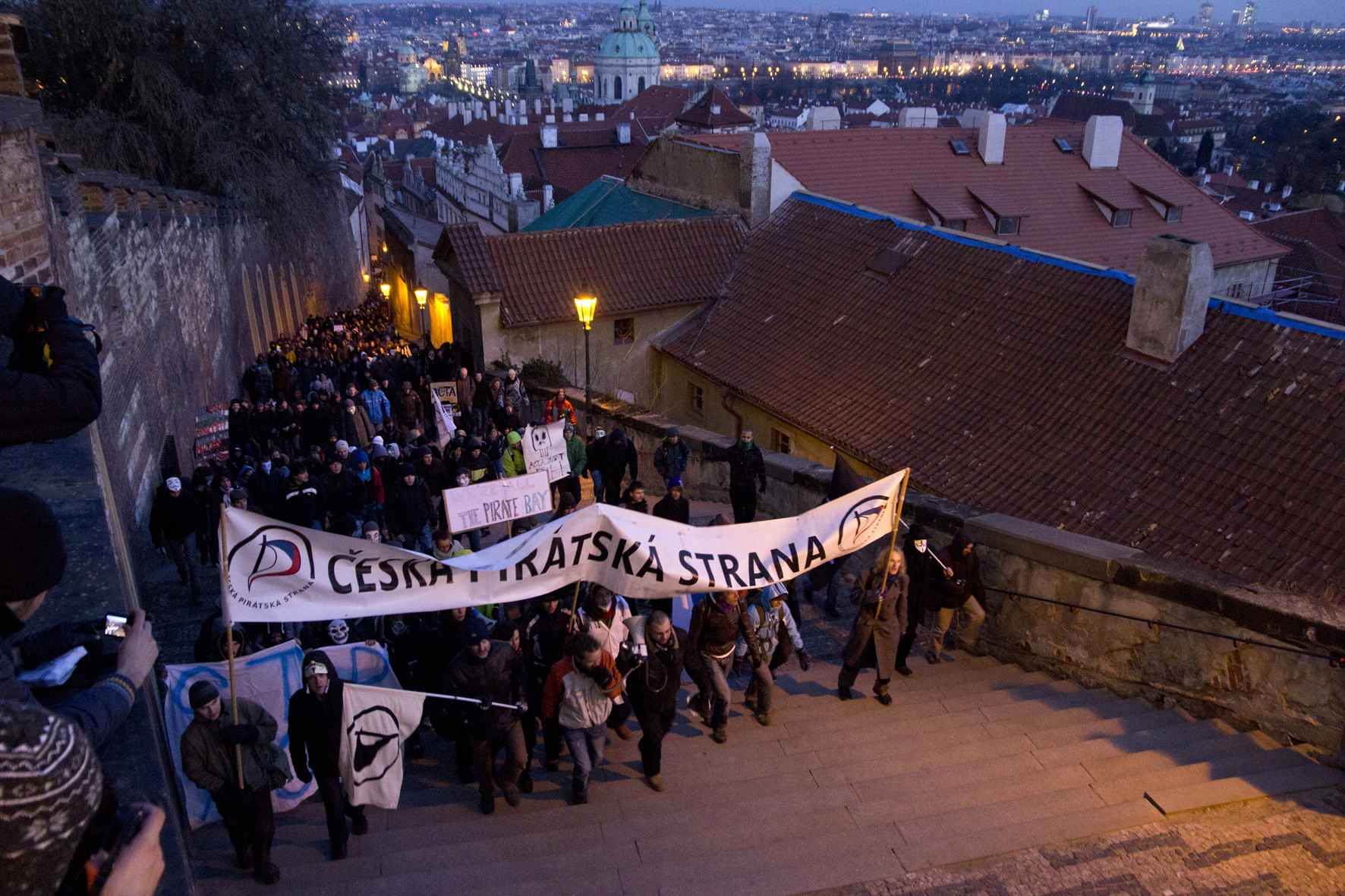
Protest proti dohodě ACTA konaný v únoru 2012 v Praze

Pirátská strana v roce 2010 vystoupila proti připravované novele autorského zákona, která měla zvýšit platby knihoven za kopírky a znovu zavést povinnost ohlašovat koncerty OSA. Ministr musel následně novelu z projednávání stáhnout. V dubnu roku 2010 zaslala Pirátská strana svůj návrh kopírovacího zákona ministerstvu kultury, které pořádalo veřejnou konzultaci. V roce 2011 pak kritizovala ministerstvo kultury kvůli prodlužování monopolu na hudební nahrávky a zorganizovala proti němu petici Výzva na obranu kopírování.
Když v červnu 2011 poslanec Jan Farský (STAN, resp. TOP 09) spolu s poslanci ODS navrhl přílepek k loterijnímu zákonu, podle nějž by internetoví provideři museli pod pokutou 10 milionů Kč blokovat weby zahraničních sázkových společností a všechny weby s jejich reklamou, Pirátská strana proti němu vyhlásila kampaň. Petici Internet bez cenzury, na které se podílel člen strany Roman Kučera, podpořilo během několika dní přes 13 tisíc lidí a poslanci návrh zamítli.
Jedním z prvních úspěchů Pirátské strany byl podíl na zamítnutí mezinárodní smlouvy ACTA. Proti smlouvě v únoru 2012 protestovaly v Praze tisíce lidí. V dubnu 2012 přesvědčili Piráti ministra průmyslu a obchodu Martina Kubu, aby se zavázal smlouvu předložit Ústavnímu soudu. K tomu před tím došlo pouze v případě Lisabonské smlouvy. Nakonec však byla ACTA velkou většinou zamítnuta Evropským parlamentem, kde proti ní vystupovala i europoslankyně švédské Pirátské strany Amelia Andersdotter.
V únoru 2012 Piráti přišli s návrhem ústavního zákona o svobodném internetu. Ten vychází z principu, že internet je svobodným médiem a stát by do něj neměl zasahovat. Proto je podle Pirátů nepřijatelná jakákoliv cenzura internetu, sledování či odpojování jeho uživatelů nebo porušování síťové neutrality.
V říjnu 2012 vystoupili Piráti proti ministerstvem vnitra navržené novele zákona 106/1999 Sb. o svobodném přístupu k informacím. Piráti připomínkovali návrh novely včetně předložení parafovaných pozměňovacích návrhů a na 7. listopadu vyhlásili „Den infožádostí“ s heslem „Zeptej se svého úředníka, dokud můžeš“, v jehož rámci měla veřejnost podávat žádosti o informace.

### První úspěchy v senátních a komunálních volbách od roku 2012

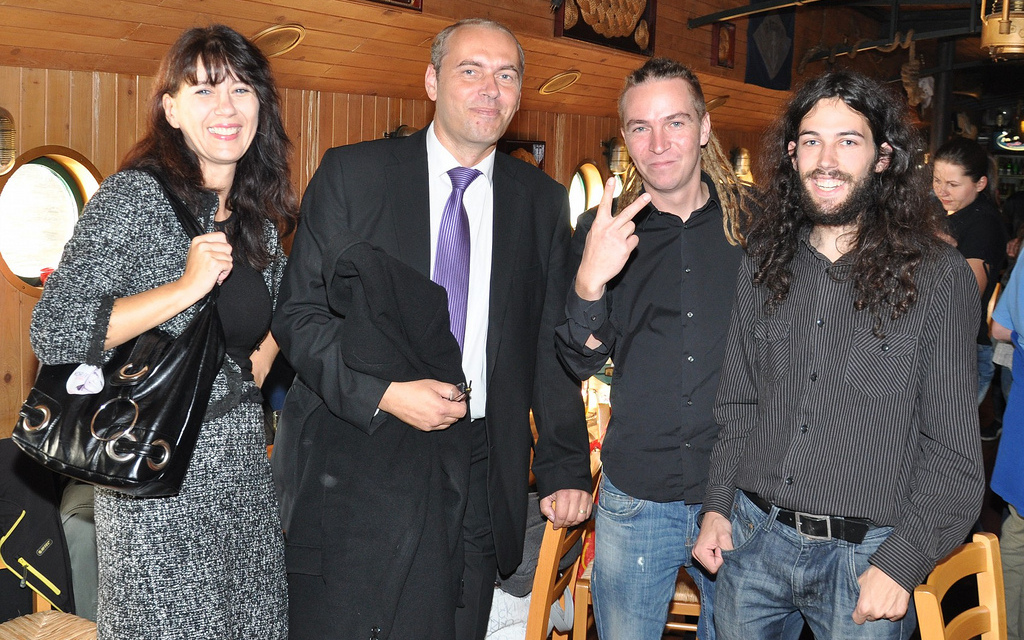
Senátor Libor Michálek na Pirátské tiskové konferenci s Ivanem Bartošem a Mikulášem Ferjenčíkem (2012)

V dubnu 2012 uspořádala Česká pirátská strana v Praze konferenci Pirátské internacionály, které se zúčastnilo více než 200 zástupců pirátských stran z 27 zemí světa, zakladatel pirátského hnutí Rickard Falkvinge, britsko-kanadský spisovatel Cory Doctorow a švédská europoslankyně Amelia Andersdotter. Na konferenci se mimo jiné pirátské strany z Evropy dohodly, že budou postupovat společně při volbách do Evropského parlamentu v roce 2014. Celostátní fórum České pirátské strany 20. července 2012 schválilo Pražskou deklaraci stvrzující tento záměr.
Česká pirátská strana postavila v senátních volbách 2012 tři kandidáty, jednoho z nich ve spolupráci s dalšími politickými stranami. Ve volebním okrsku č. 26 byl kandidát koalice Pirátů, Strany zelených a KDU-ČSL Libor Michálek zvolen ve 2. kole senátorem a tím se Česká pirátská strana stala parlamentní stranou. Jsou celosvětově první pirátskou stranou, která má zástupce v celostátním orgánu.
V komunálních volbách 2014 strana uspěla v několika obcích a městských částech, zejména v Praze – kde získala 4 mandáty v zastupitelstvu hlavního města a 10 zastupitelů v místních radnicích – a v Mariánských Lázních, kde volby vyhrála a obsadila post starosty. Další pirátští zastupitelé byli zvoleni například v Brně na kandidátce Žít Brno. Celkem bylo na kandidátkách strany, na koaličních kandidátkách a na kandidátkách jiných stran zvoleno 34 zastupitelů nominovaných Pirátskou stranou či jejích členů. Tyto úspěchy vzbudily ohlas v domácích médiích i v mezinárodním pirátském hnutí.

### Vstup do Poslanecké sněmovny roku 2017

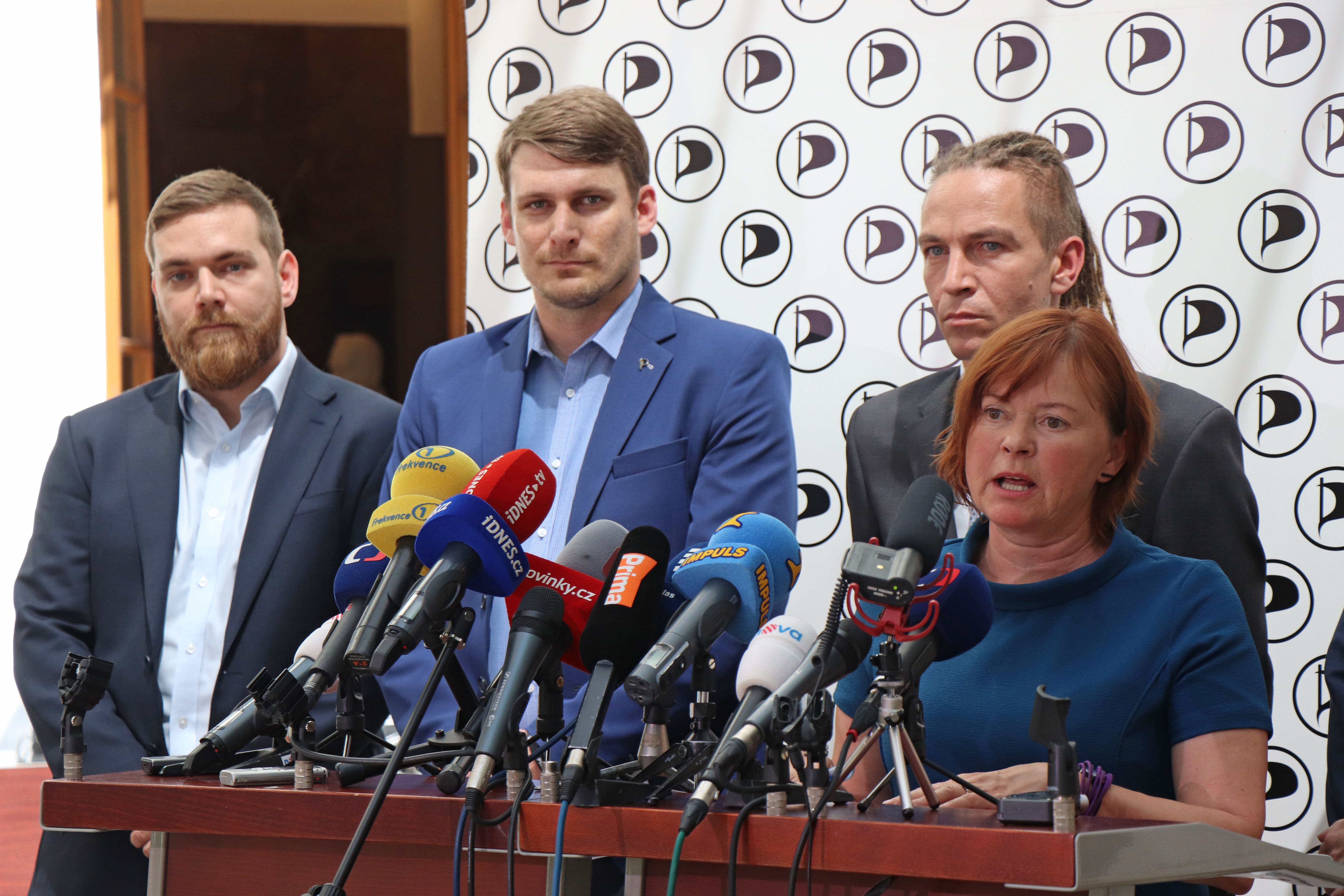
Zleva: poslanci Tomáš Vymazal, Lukáš Kolářík, Ivan Bartoš, Dana Balcarová (2019)

V parlamentních volbách 2017 obdrželi Piráti 10,79 % hlasů, umístili se tak ve volbách po ANO a ODS na třetím místě. Poprvé se tak dostali do Poslanecké sněmovny Parlamentu ČR a to s celkem 22 mandáty. V Praze se strana umístila s 18 % na druhém místě, nejméně hlasů strana získala v Mostě, a to 7,10 %. V celé zemi pro tuto stranu hlasovalo 546 393 voličů. Úspěch Pirátů ve volbách se očekával, ale zdaleka ne tak velký.
Symbolem předcházející Pirátské kampaně 2017 byl „vězeňský“ autobus, se kterým kandidáti projížděli všechna okresní města Česka. Nátěr na něm připomínal různé české politické kauzy. Na polepu byl Andrej Babiš znázorňující kauzu Čapí Hnízdo, Davida Ratha, podvodný prodej OKD Bohuslava Sobotky, Miroslava Kalouska s kauzou nákupu padáků a letadel do Armády ČR a kauzu Nagyová, která způsobila v roce 2013 pád české vlády. Mottem celé kampaně byla věta „Pusťte nás na ně!“.
Před volbami podle předsedy Ivana Bartoše strana plánovala zůstat jedno až dvě volební období v opozici, s výjimkou situace, kdy by se vstupu do vlády nemohli vyhnout. Pokud by volby vyhrál Babiš, vylučovali jakoukoliv jeho podporu.
Strategie PSP po parlamentních volbách 2017 byla odhlasována a zveřejněna ještě před volbami, 15. srpna 2017. Zvítězil návrh C, což byla pozměněná verze původního návrhu A, předloženého republikovým výborem. Věta: V žádném případě nepodpoříme vládu s účastí nedemokratických politických stran, například KSČM. byla v návrhu C nahrazena větou: V žádném případě nepodpoříme vládu s účastí subjektů ohrožujících základy liberální demokracie nebo s historickým dědictvím likvidace demokracie v této zemi, tj. zejména s účastí KSČM, SPD nebo s převahou ANO.
Piráti v roce 2018 v Poslanecké sněmovně navrhli zavedení jmenovitého hlasování v městských radách, protože podle Ivana Bartoše „Lidé mají právo vědět i zpětně si jednoduše dohledat, jak jejich zvolení zastupitelé hlasovali.“

### Vedení Prahy od roku 2018 a koalice ve velkých městech

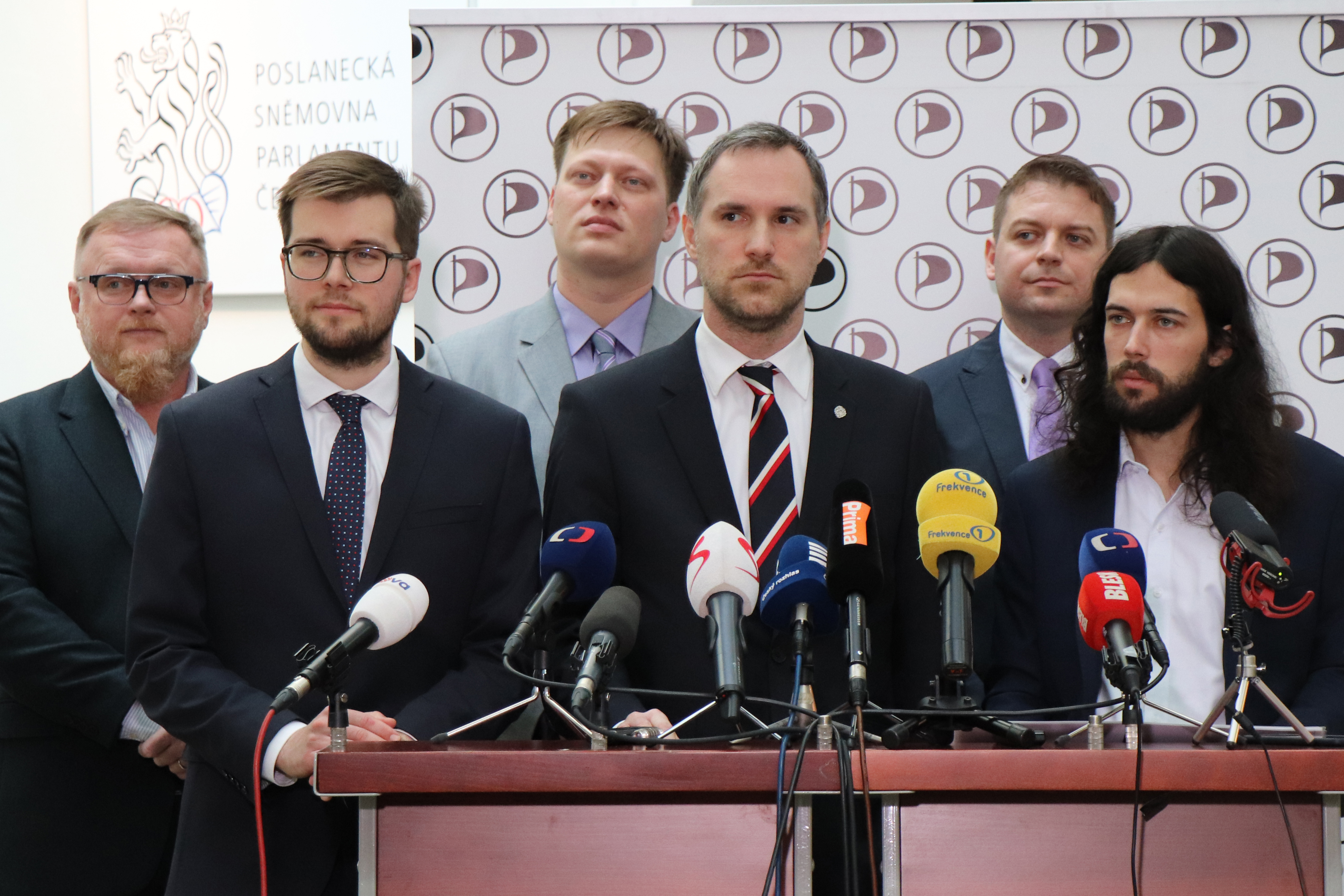
Zdeněk Hřib (vpředu uprostřed) byl zvolen primátorem Prahy v roce 2018

Ve volbách do Senátu v říjnu 2018 byl zvolen Lukáš Wagenknecht senátorem za volební obvod č. 23 a současně skončil mandát v Senátu Liboru Michálkovi. Wagenknecht se tím ve věku 40 let stal nejmladším zvoleným senátorem v historii.
V komunálních volbách 2018 strana dosáhla výrazného úspěchu ve většině velkých měst. V Praze se umístila druhá s 13 mandáty v zastupitelstvu hlavního města a v rámci povolebních vyjednávání s koaličními partnery Praha sobě a Spojené síly pro Prahu dosáhla dohody o obsazení postu primátora, kterým se stal Zdeněk Hřib. Vládnoucí koalice následně kontroluje 39 z 65 křesel v Zastupitelstvu hlavního města Prahy. Do jedenáctičlenné Rady Prahy za Piráty zasedají vedle Hřiba také Vít Šimral a zastupitel Adam Zábranský. Strana také obhájila vedení Mariánských Lázní. Hřib posléze v Praze prosadil politiku zmrazení vztahů s pevninskou Čínou a zlepšení spolupráce s Tchaj-wanem.
Pirátští zastupitelé se také stali součástí vládnoucích koalic v městských radách Brna a Ostravy.

### Vstup do Evropského parlamentu roku 2019

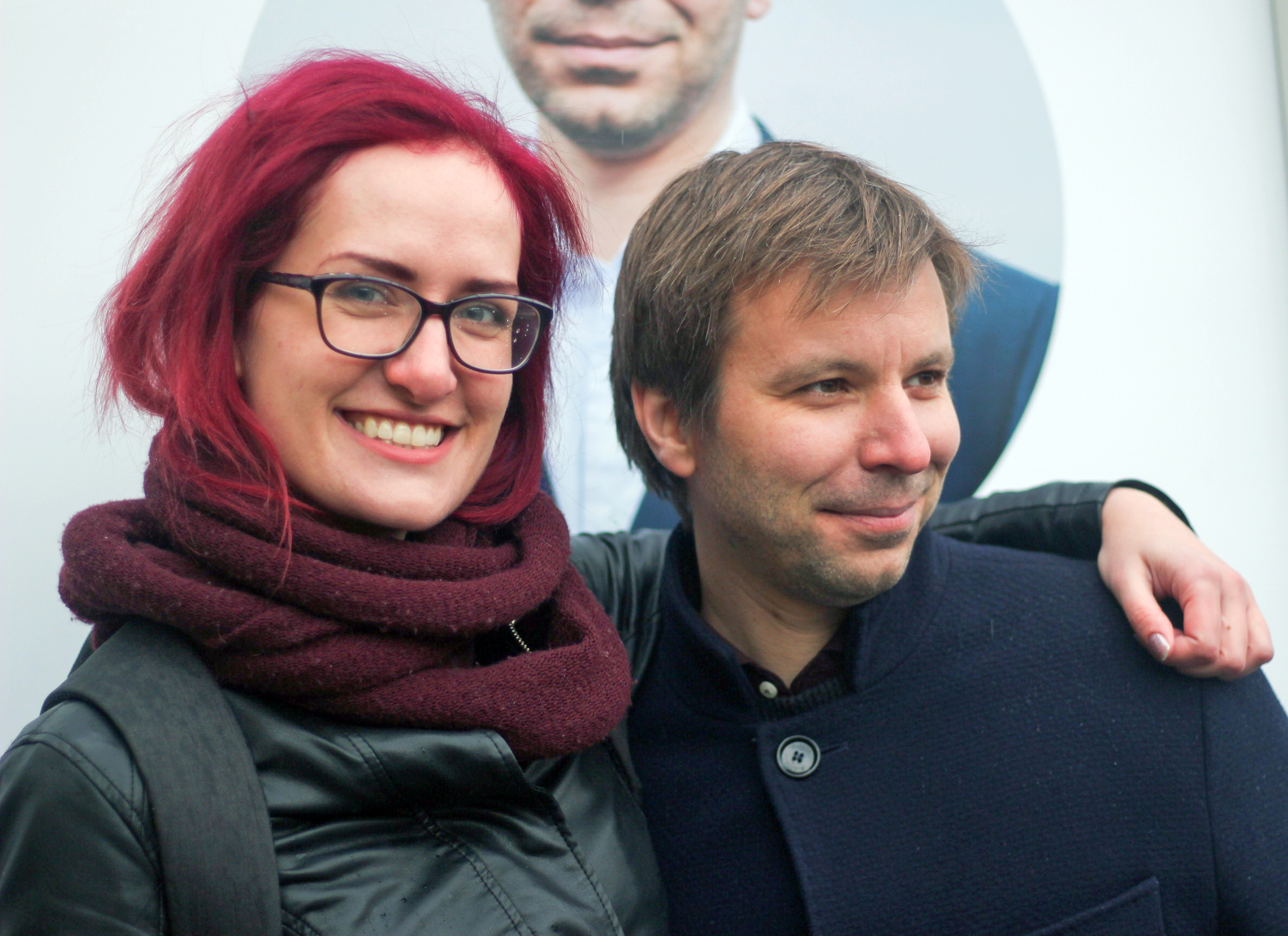
Členové Evropského parlamentu Markéta Gregorová a Marcel Kolaja byli zvoleni ve volbách do EP roku 2019

V lednu 2019 byl lídrem kandidátky pro volby do Evropského parlamentu v květnu 2019 zvolen Marcel Kolaja, který se zasazuje o ochranu spotřebitele, technologickou konkurenceschopnost Evropy na světovém trhu, boj proti korporátnímu lobbování v EU a předcházení rostoucí cenzuře internetu. Druhé místo kandidátky obsadila předsedkyně Evropské pirátské strany Markéta Gregorová a třetí místo poslanec Mikuláš Peksa. Česká pirátská strana vytvořila společný program s pirátskými stranami v EU, který byl podepsán v Lucembursku v únoru 2019.
V těchto volbách obdržela strana 330 844 hlasů (13,95%) a získala tak tři mandáty – jako noví poslanci Evropského parlamentu byli zvoleni Kolaja, Gregorová a Peksa. Po volbách čeští poslanci Pirátů vstoupili do čtvrté nejsilnější frakce Zelení / Evropská svobodná aliance (Zelení/ESA) spolu s nově zvoleným poslancem Pirátské strany Německa Patrickem Breyerem a Kolaja byl zvolen místopředsedou Evropského parlamentu.

### Krajské koalice od roku 2020 a senátní volby

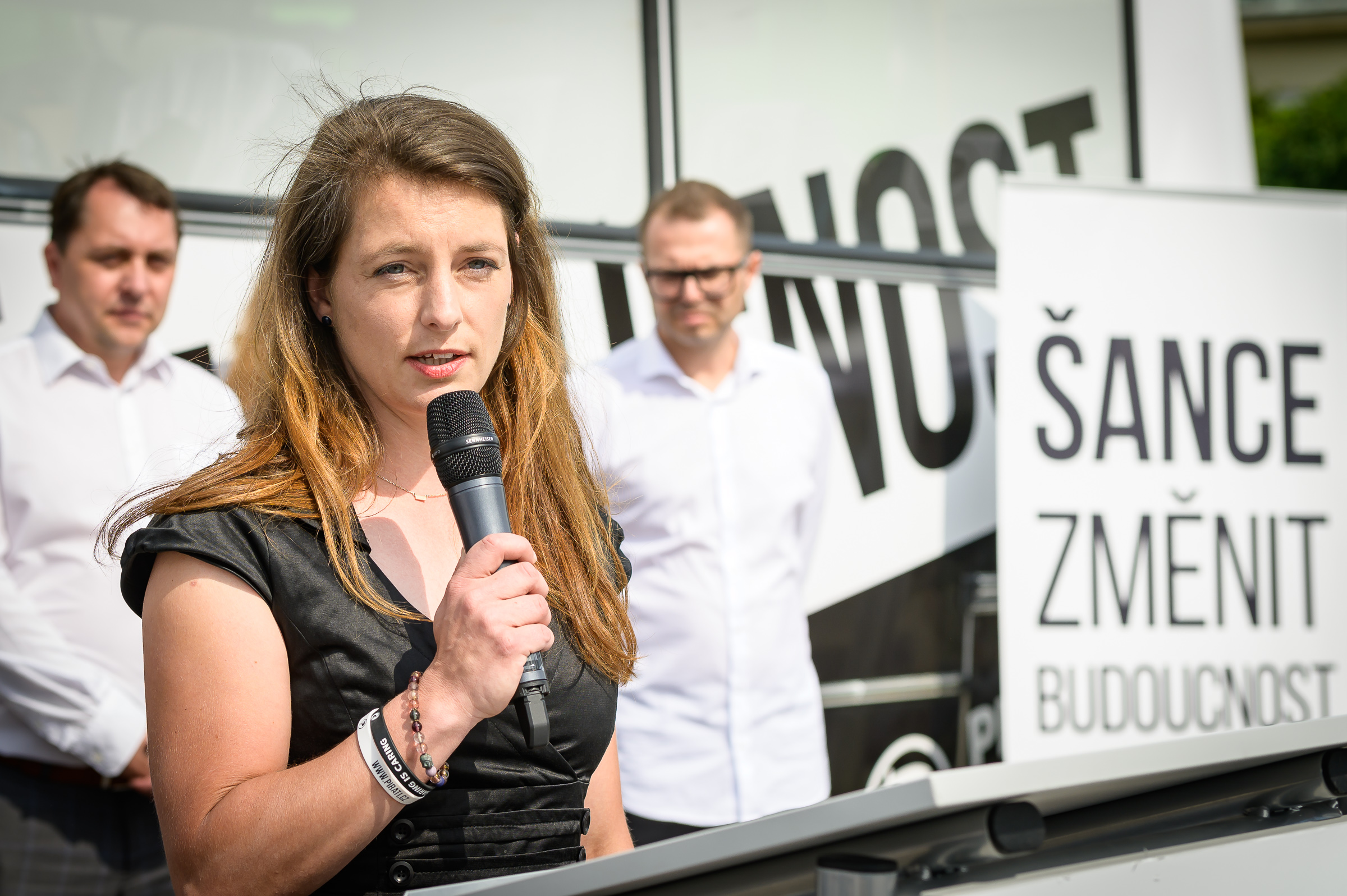
Advokátka Adéla Šípová, senátorka za obvod č. 30 – Kladno od roku 2020

Celostátní fórum strany v Ostravě v lednu zvolilo do vedení opět Bartoše a strategii volebních kampaní dostal na starosti senátor Wagenknecht. Ve volbách do Senátu uspěli za Piráty Adéla Šípová za senátní obvod č. 30 – Kladno a David Smoljak za senátní obvod č. 24 – Praha 9. Šípová svým zvolením těsně překonala Wagenknechtův rekord nejmladšího člena Senátu také ve svých 40 letech.
Ve volbách do zastupitelstev krajů v říjnu 2020 získali Piráti 99 ze 675 krajských zastupitelských křesel. Pirátská strana po krajských volbách následně vytvořila vládnoucí koalice s jinými stranami v devíti ze třinácti volených krajů: Středočeský, Plzeňský, Karlovarský, Liberecký, Královéhradecký, Vysočina, Jihomoravský, Olomoucký a Zlínský. Vedoucí kandidát koalice Piráti a STAN v Olomouckém kraji Josef Suchánek se stal hejtmanem.
V únoru 2022 byl po rozpadu stávající koalice zvolen hejtmanem Plzeňského kraje Rudolf Špoták.

### Koalice se STAN ve sněmovních volbách 2021 a vláda se SPOLU

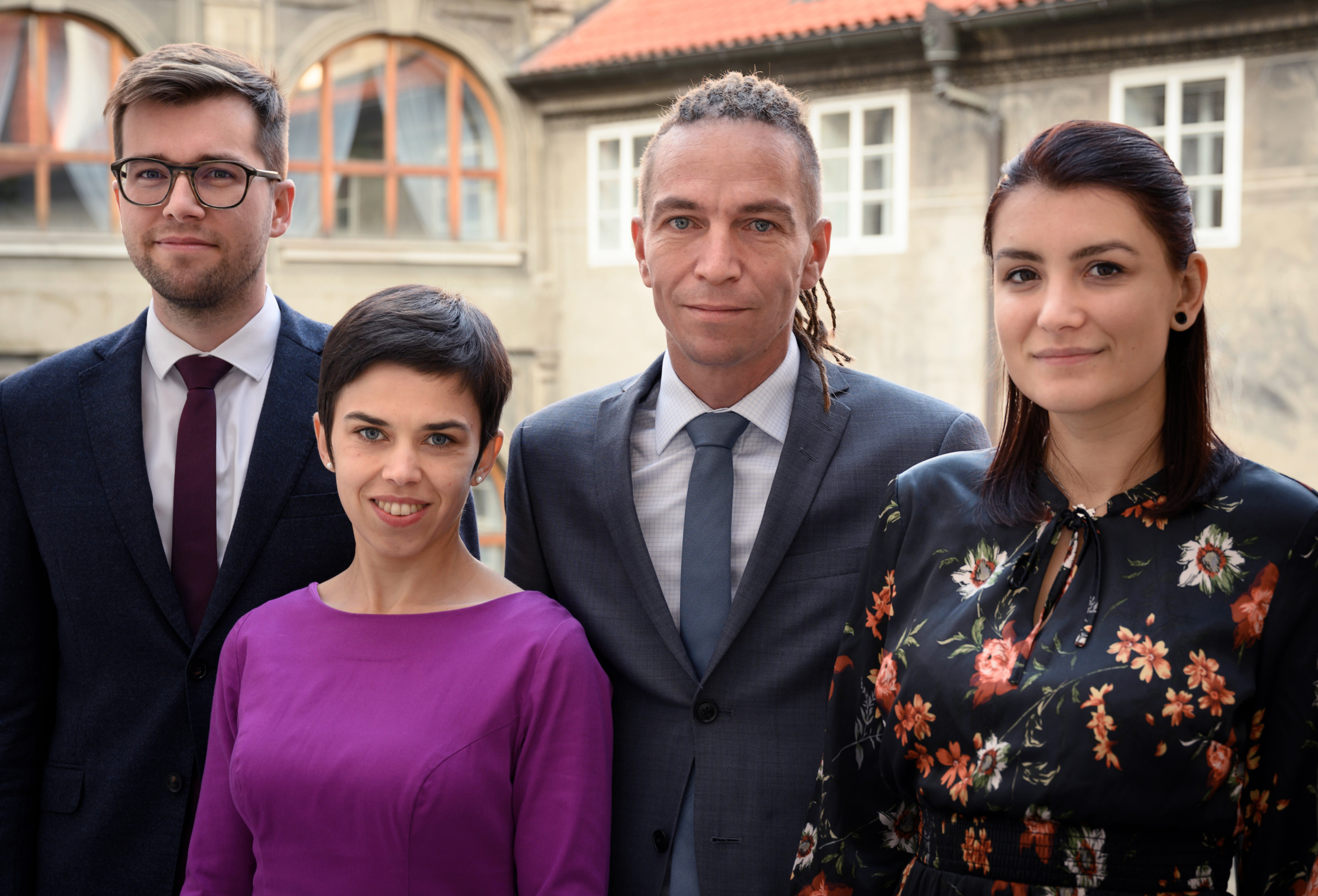
Poslanci zvolení v roce 2021 (zleva) Jakub Michálek, Olga Richterová, Ivan Bartoš, Klára Kocmanová

V říjnu 2020 oznámilo hnutí Starostové a nezávislí zájem o vytvoření koalice dvou rovnoprávných partnerů s Pirátskou stranou pro volby do Poslanecké sněmovny v roce 2021 pod názvem Piráti a Starostové. V listopadu odsouhlasili Piráti ve stranickém hlasování vyjednávání o jednorázové volební koalici se STAN. Lídrem koalice Piráti + STAN do sněmovních voleb se v prosinci 2020 stal Ivan Bartoš. Volební koalici se STAN 2021 schválila Pirátská strana hlasováním v lednu 2021.
V samotných volbách získala koalice obou stran 15,6 % hlasů a 37 poslaneckých mandátů. Pirátům z toho připadly 4 mandáty, zatímco hnutí STAN jich obdrželo 33. Tento výsledek vznikl tím, že voliči významně kroužkovali kandidáty jmenované na společnou kandidátku hnutím STAN. Za jednu z příčin nerovnoměrného kroužkování analýza České pirátské strany označila předvolební výzvy některých představitelů hnutí STAN k udělování preferenčních hlasů ve prospěch kandidátů hnutí STAN, což podle analýzy bylo v rozporu s předvolební smlouvou koalice Piráti a Starostové. Dle následného průzkumu agentury STEM byl poměr voličů Pirátů a STAN 61 ku 39. Předseda hnutí STAN Vít Rakušan později v rozhovoru pro Právo uvedl, že po rozepřích s Piráty už Starostové do voleb půjdou sami.
Na stranickém fóru strana odhlasovala vstup do koaliční vlády se SPOLU a STAN. Do vlády Petra Fialy nominovala Pirátská strana tři ministry: Ivana Bartoše na ministra pro místní rozvoj, Jana Lipavského na ministra zahraničních věcí a Michala Šalomouna na předsedu Legislativní rady vlády.
Po odvolání vicepremiéra, ministra a pirátského předsedy Ivana Bartoše k 30. září 2024 z vlády, oznámila strana odchod z kabinetu. Premiér Petr Fiala oznámil záměr nechat pirátského předsedu odvolat 24. září téhož roku a zdůvodnil jej Bartošovou neschopností manažersky zvládnout digitalizaci stavebního řízení, která čelila kritice. Zbylí dva ministři nominovaní za Piráty podali 1. října 2024 demisi. Ministr zahraničí Jan Lipavský vystoupil ze strany a v kabinetu setrval. Ministr pro legislativu Michal Šalomoun skončil v úřadu 11. října 2024.
V červnu 2025 strana oznámila, že celkem třicet kandidátů Strany zelených doplní kandidátní listiny Pirátské strany v celkem osmi krajích pro sněmovní volby v roce 2025.

## Účast ve volbách

### Parlament České republiky

#### Poslanecká sněmovna

Výsledky Pirátů ve volbách do Poslanecké sněmovny v roce 2017

Výsledky koalice Piráti a Starostové ve volbách do Poslanecké sněmovny v roce 2021.

| Rok  | Číslo | Kandidátů | Hlasů               | Hlasů               | Mandáty | Mandáty | Pozice            |
| Rok  | Číslo | Kandidátů | celkem              | v %                 | celkem  | změna   | Pozice            |
| ---- | ----- | --------- | ------------------- | ------------------- | ------- | ------- | ----------------- |
| 2010 | 23    | 140       | 42 323              | 0,80 %              | 0/200   | ▬       | neparlamentní     |
| 2013 | 3     | 192       | 132 417             | 2,66 %              | 0/200   | ▬       | neparlamentní     |
| 2017 | 15    | 200       | 546 393             | 10,79 %             | 22/200  | +22 ▲   | opozice           |
| 2021 | 17    | 184       | Piráti a Starostové | Piráti a Starostové | 4/200   | -18 ▼   | vláda (2021–2024) |
| 2021 | 17    | 184       | Piráti a Starostové | Piráti a Starostové | 4/200   | -18 ▼   | opozice (od 2024) |

Členové Poslanecké sněmovny zvolení v roce 2021
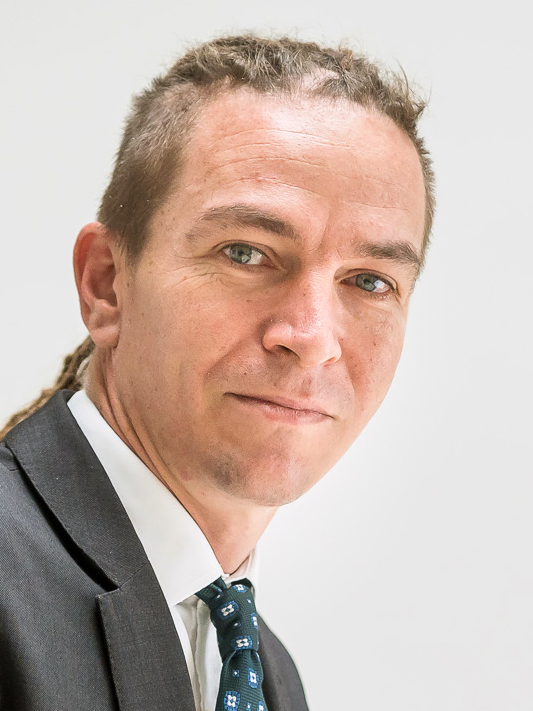
Ivan Bartoš, do září 2024 vicepremiér pro digitalizaci a ministr pro místní rozvoj
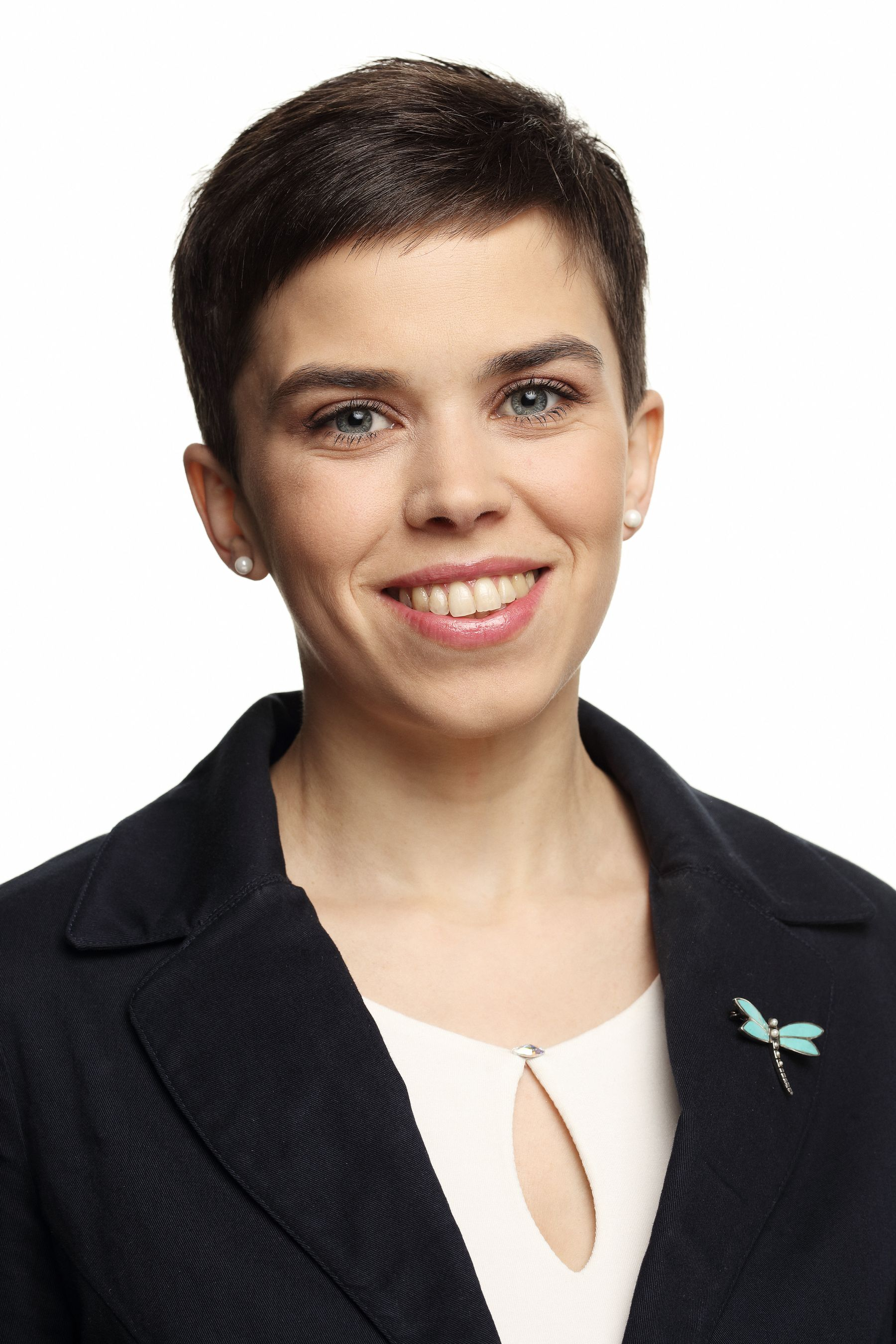
Olga Richterová, čtvrtá místopředsedkyně strany, místopředsedkyně Poslanecké sněmovny
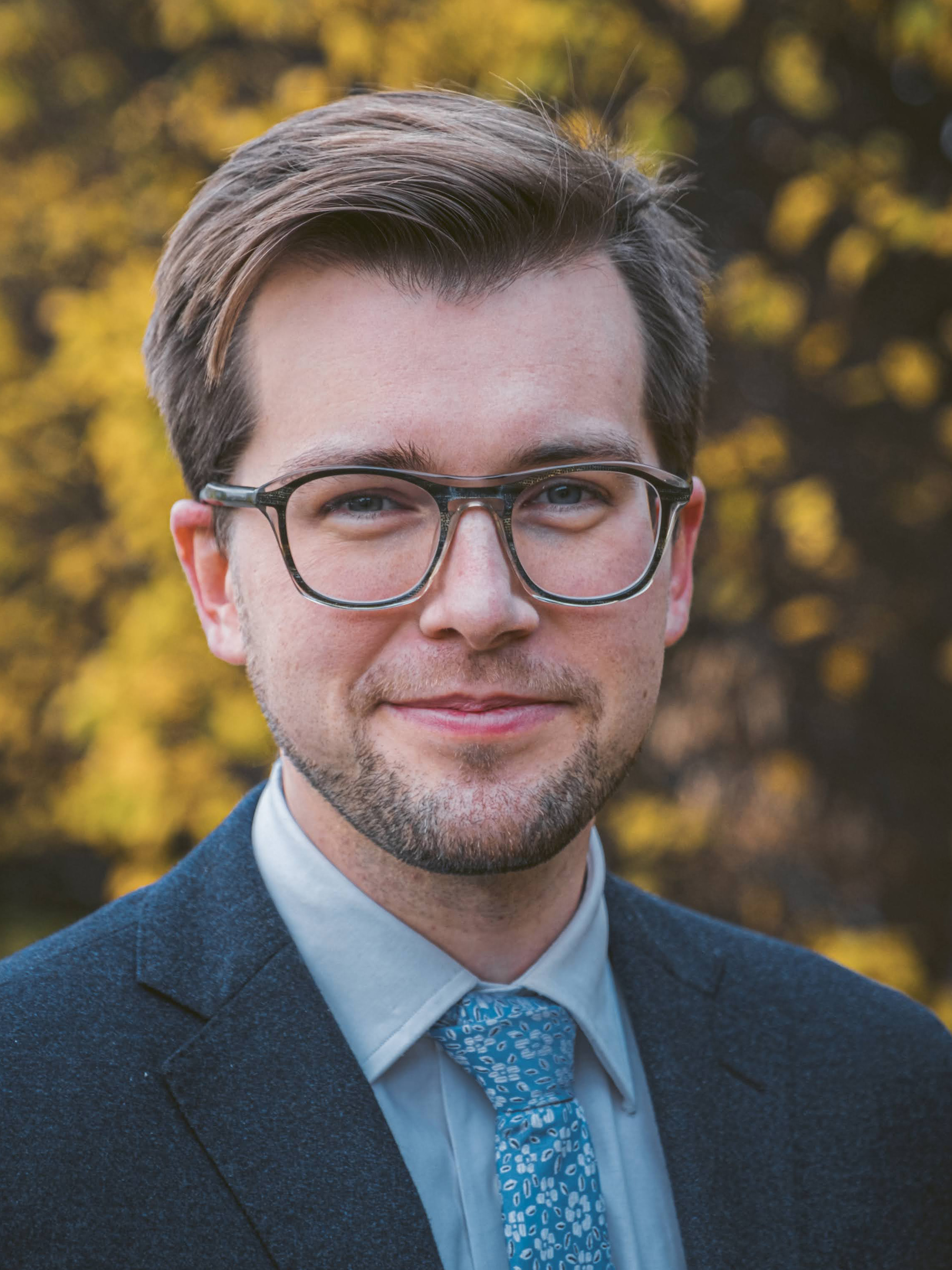
Jakub Michálek, předseda poslaneckého klubu Pirátů
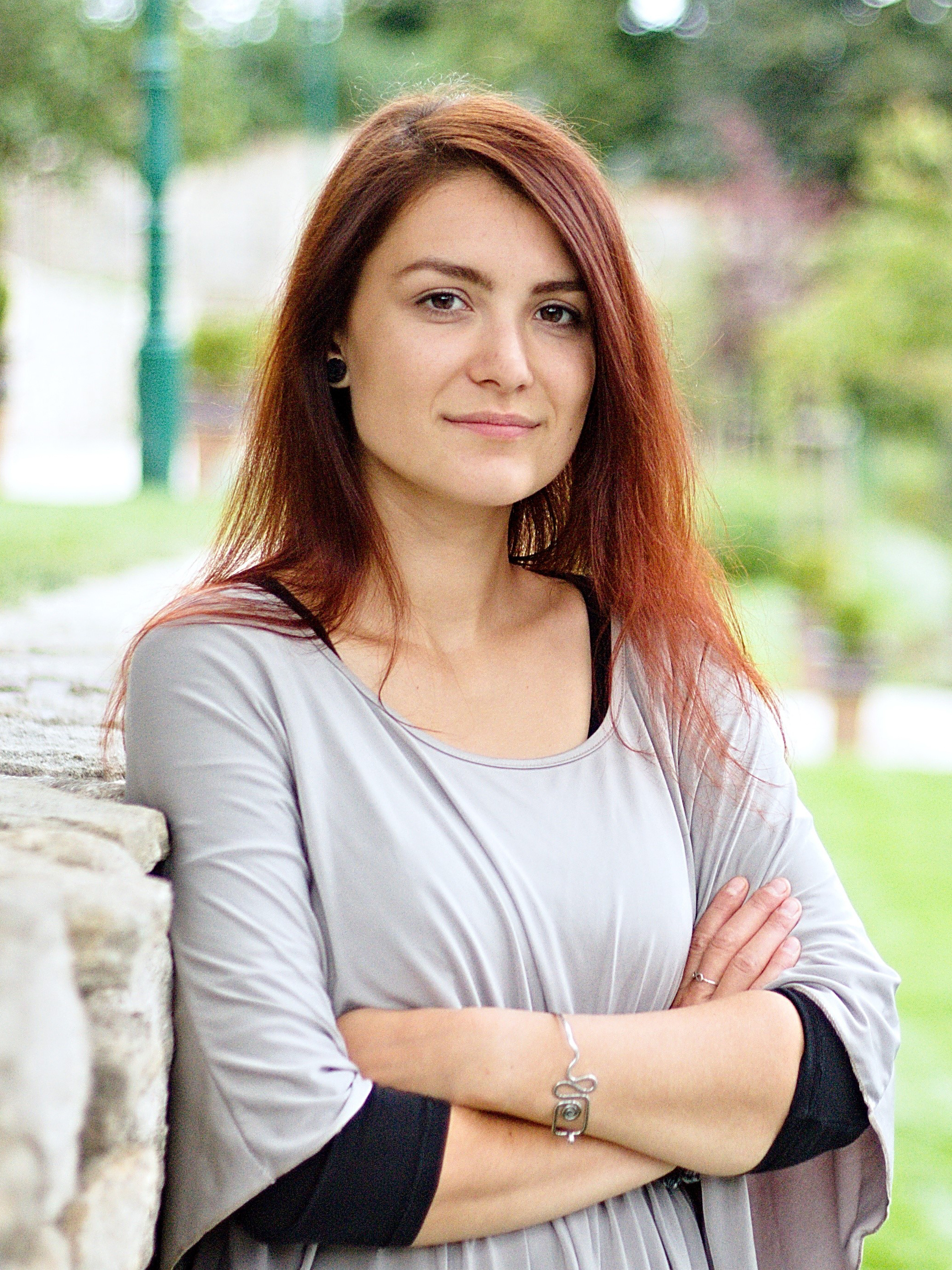
Klára Kocmanová, poslankyně, bývalá 1. místopředsedkyně strany

#### Senát
| Rok  | Kandidátů | Hlasů  | Nejlepší výsledek | Nejlepší výsledek | Nejlepší výsledek | Nejlepší výsledek | Vráceno kaucí | Mandáty | Mandáty | Mandáty | Státní příspěvek ročně |
| Rok  | Kandidátů | Hlasů  | Kandidát          | obvod             | hlasů             | %                 | Vráceno kaucí | získáno | změna   | celkem  | Státní příspěvek ročně |
| ---- | --------- | ------ | ----------------- | ----------------- | ----------------- | ----------------- | ------------- | ------- | ------- | ------- | ---------------------- |
| 2010 | 1         | 1 131  | Pavel Přeučil     | č. 19             | 1 131             | 2,77%             | 0             | 0/27    | - ▬     | 0/81    | 0 Kč                   |
| 2011 | 1         | 205    | Ivo Vašíček       | č. 30             | 205               | 0,75%             | 0             | 0/27    | 0 ▬     | 0/81    | -                      |
| 2012 | 3         | 7 947  | Libor Michálek    | č. 26             | 5 520             | 24,31%            | 1             | 1/27    | +1 ▲    | 1/81    | 285 000 Kč             |
| 2014 | 1         | 359    | Luděk Maděra      | č. 80             | 359               | 1,56%             | 0             | 0/27    | 0 ▬     | 1/81    | -                      |
| 2014 | 4         | 5 454  | Libor Špaček      | č. 3              | 1 821             | 5,88%             | 0             | 0/27    | 0 ▬     | 1/81    | 285 000 Kč             |
| 2016 | 7         |        | Renata Chmelová   | č. 22             | 5 459             | 22,8%             | 1             | 2/27    | +2 ▲    | 3/81    | 285 000 Kč             |
| 2018 | 13        | 63,132 | Lukáš Wagenknecht | č. 23             | 8 230             | 18,15%            | 12            | 1/27    | 0 ▬     | 3/81    | 900 000 Kč             |
| 2020 | 13        | 62,583 | Daniel Kůs        | č. 9              | 8 032             | 21,33%            | 10            | 2/27    | +2 ▲    | 5/81    | 1 800 000 Kč           |
| 2022 | 8         | 28,302 | Dana Balcarová    | č. 25             | 5 451             | 14,97 %           | 5             | 0/27    | -2 ▼    | 3/81    |                        |

Senátoři nominovaní Pirátskou stranou
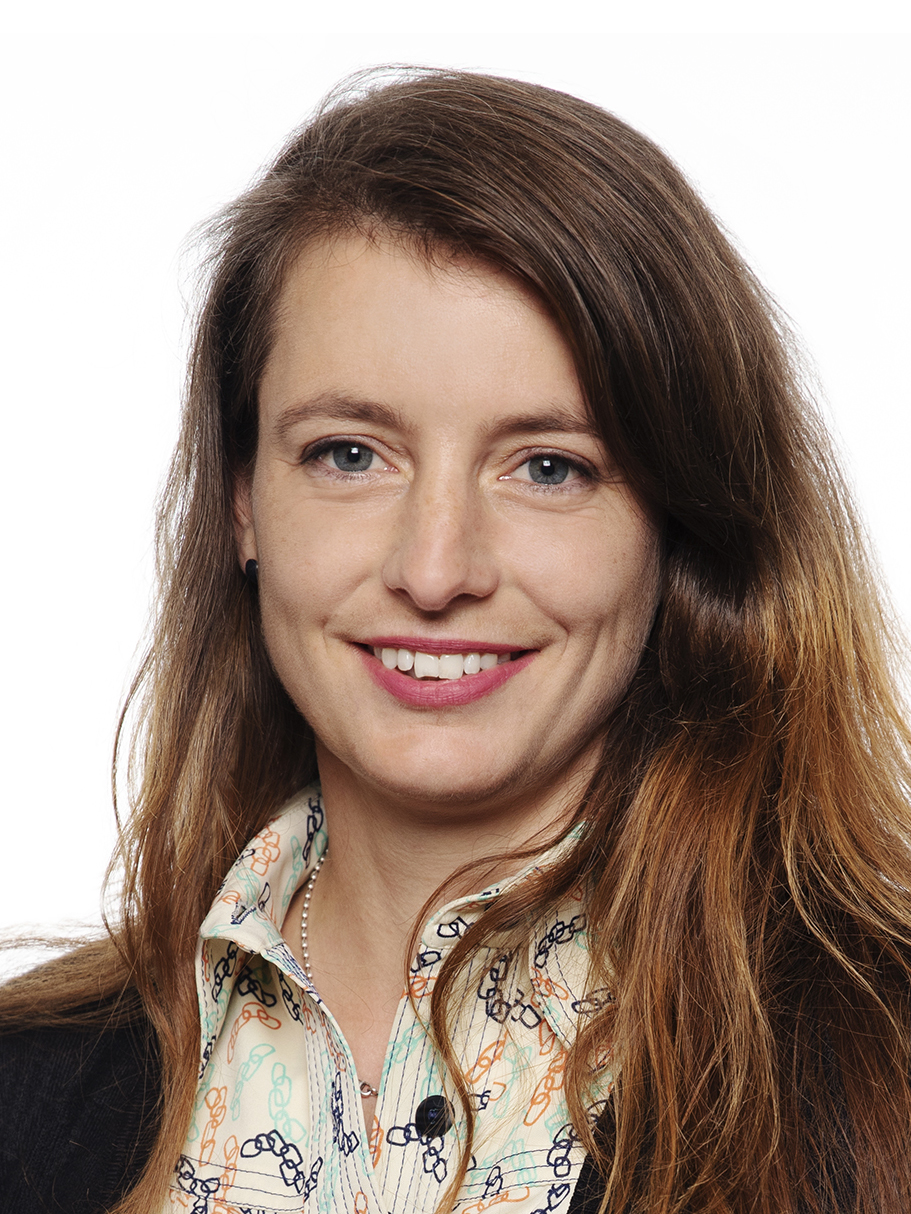
Adéla Šípová, senátorka za Piráty od 2020 (obvod č. 30 – Kladno)
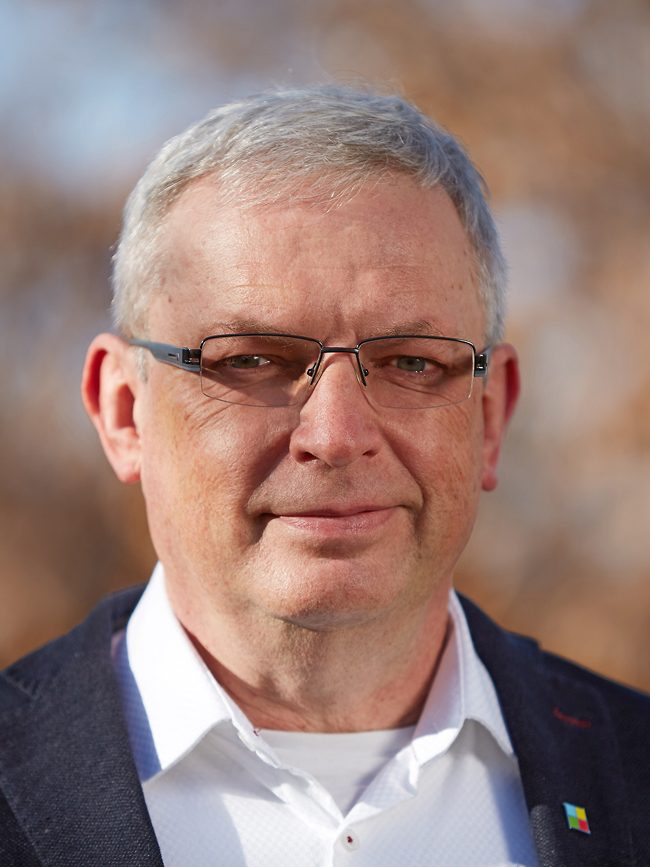
David Smoljak, senátor podporovaný Piráty od 2020 (Senátní obvod č. 24 – Praha 9)
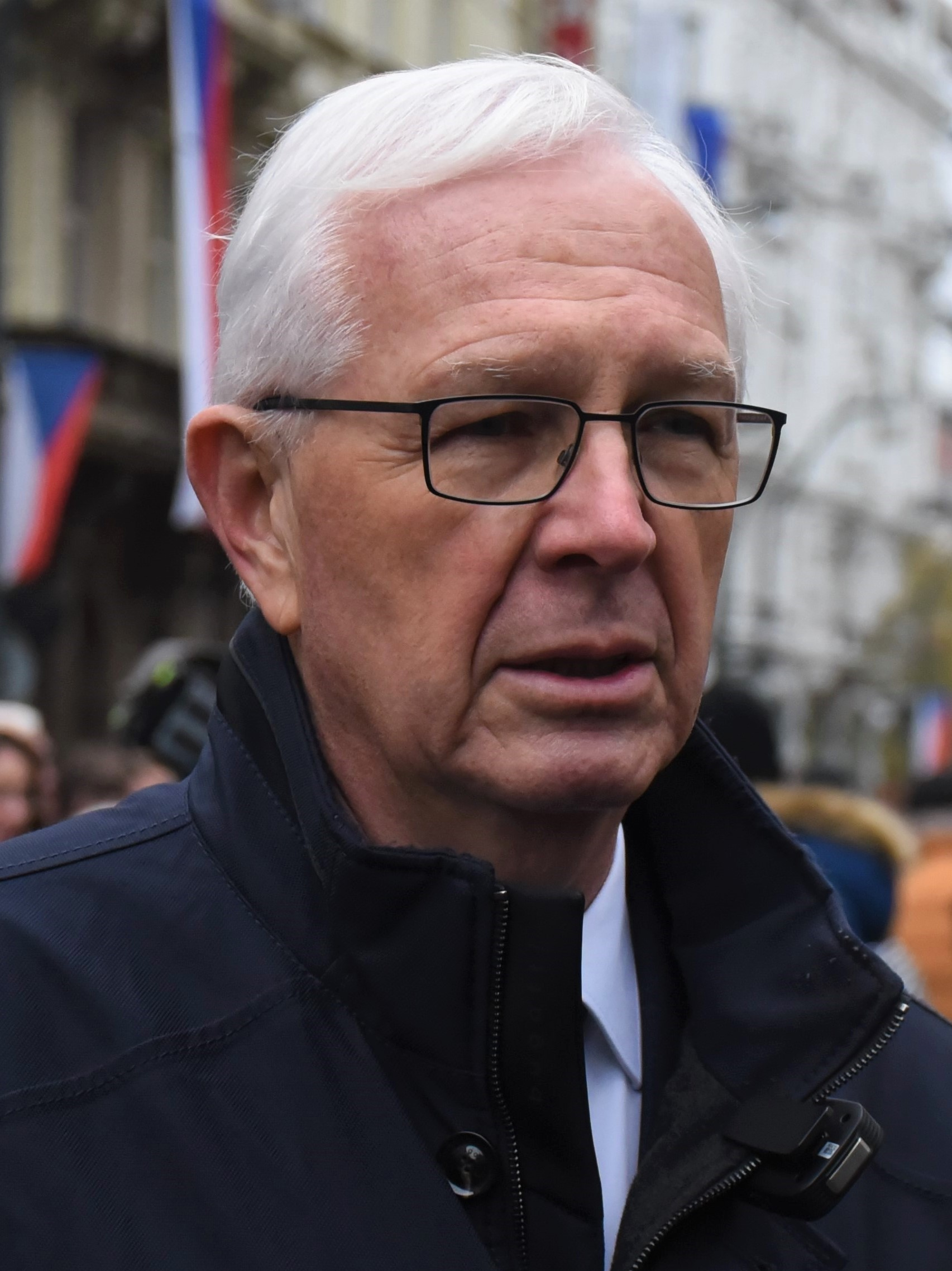
Jiří Drahoš, senátor podporovaný Piráty od 2024 (Senátní obvod č. 20 – Praha 4)
Přemysl Rabas, senátor podporovaný Piráty od 2024 (Senátní obvod č. 5 – Chomutov)

### Evropský parlament
| Rok  | Číslo | Kandidátů | Hlasů   | Hlasů | Mandáty | Mandáty | Státní příspěvek | Parlamentní frakce                 |
| Rok  | Číslo | Kandidátů | celkem  | v %   | získáno | změna   | Státní příspěvek | Parlamentní frakce                 |
| ---- | ----- | --------- | ------- | ----- | ------- | ------- | ---------------- | ---------------------------------- |
| 2014 | 32    | 27        | 72 514  | 4,78  | 0/21    | ▬       | 2 175 420 Kč     | –                                  |
| 2019 | 27    | 28        | 330 844 | 13,95 | 3/21    | +3 ▲    | 9 925 320 Kč     | Zelení / Evropská svobodná aliance |
| 2024 | 23    | 28        | 184 091 | 6,20  | 1/21    | −2 ▼    | 5 522 730 Kč     | Zelení / Evropská svobodná aliance |

Zvolená kandidátka voleb do Evropského parlamentu 2024
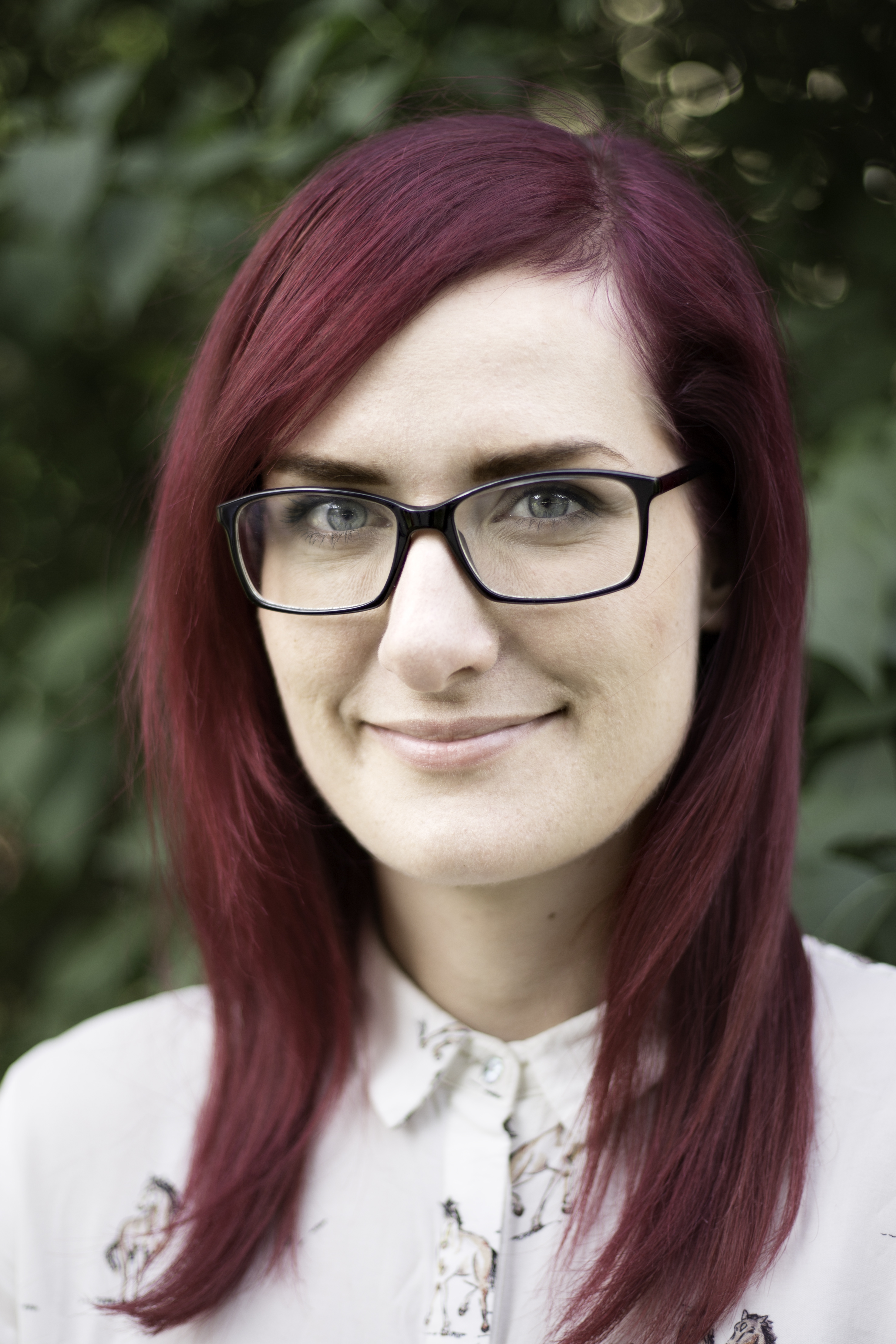
Markéta Gregorová, europoslankyně

### Zastupitelstva krajů
Strana se účastní krajských voleb ve všech krajích.
| Rok  | Číslo                      | Kandidátů | Hlasů   | Hlasů | Nejlepší výsledek | Nejlepší výsledek | Nejlepší výsledek | Mandáty | Mandáty |
| Rok  | Číslo                      | Kandidátů | celkem  | v %   | kraj              | hlasů             | %                 | získáno | změna   |
| ---- | -------------------------- | --------- | ------- | ----- | ----------------- | ----------------- | ----------------- | ------- | ------- |
| 2012 | 93                         | 172       | 57 805  | 2,19  | Středočeský kraj  | 10 617            | 3,03              | 0/675   | ▬       |
| 2016 | 82 (6, 21, 22, 56, 76, 77) | 371       | 44 070  | 1,74  | Karlovarský kraj  | 3 835             | 5,46              | 5/675   | +5▲     |
| 2020 | 19 (Olomoucký kraj 21)     | 699       | 333 153 | 12,02 | Olomoucký kraj    | 36 549            | 19,51             | 99/675  | +94 ▲   |
| 2024 | 21                         | 673       | 85 169  | 3,57  | Plzeňský kraj     | 8 489             | 5,90              | 3/675   | -96 ▼   |

### Zastupitelstva obcí
| Rok  | Kandidátů | Hlasů     | Hlasů | Mandáty   | Mandáty |
| Rok  | Kandidátů | celkem    | v %   | celkem    | změna   |
| ---- | --------- | --------- | ----- | --------- | ------- |
| 2010 | 408       | 189 360   | 0,21  | 3/62178   | +3 ▲    |
| 2014 | 733       | 1 321 908 | 1,33  | 21/62121  | +18 ▲   |
| 2018 | 1 814     | 8 410 203 | 7,48  | 358/61950 | +337 ▲  |
| 2022 |           |           |       | 274/61780 | -84 ▼   |

#### Zastupitelstvo hlavního města Prahy
| Rok  | Kandidátů | Hlasů     | Hlasů | Mandáty | Mandáty |
| Rok  | Kandidátů | celkem    | v %   | celkem  | změna   |
| ---- | --------- | --------- | ----- | ------- | ------- |
| 2010 | 63        | 32 901    | 0,95  | 0/63    | 0       |
| 2014 | 65        | 1 101 081 | 5,31  | 4/65    | +4 ▲    |
| 2018 | 65        | 4 326 041 | 17,07 | 13/65   | +9 ▲    |
| 2022 | 65        | 4 180 324 | 17,73 | 13/65   | 0 ▬     |

Členové Rady hlavního města Prahy
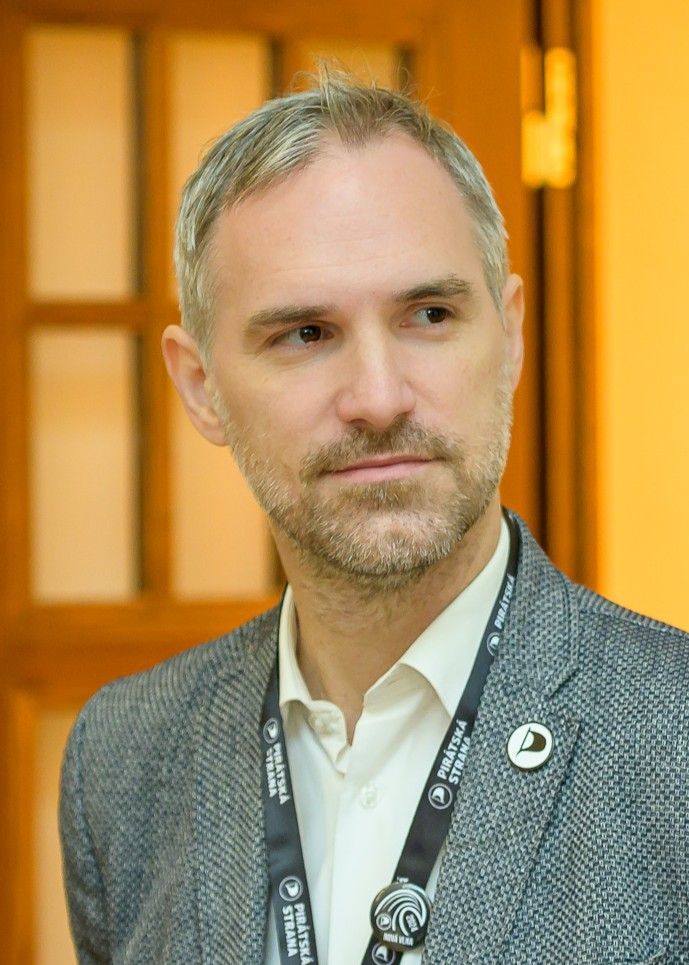
Zdeněk Hřib,  předseda strany, první náměstek primátora Prahy, bývalý primátor
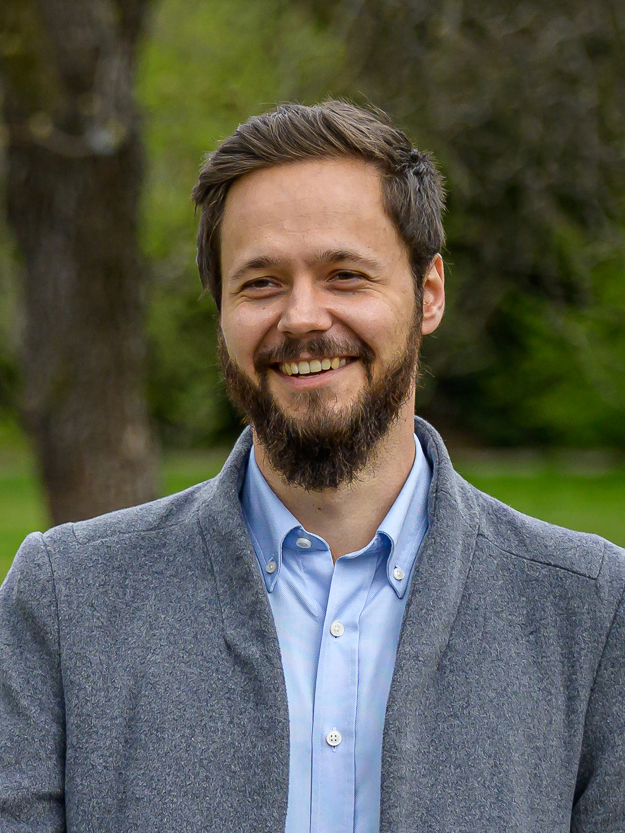
Adam Zábranský, radní hlavního města Prahy
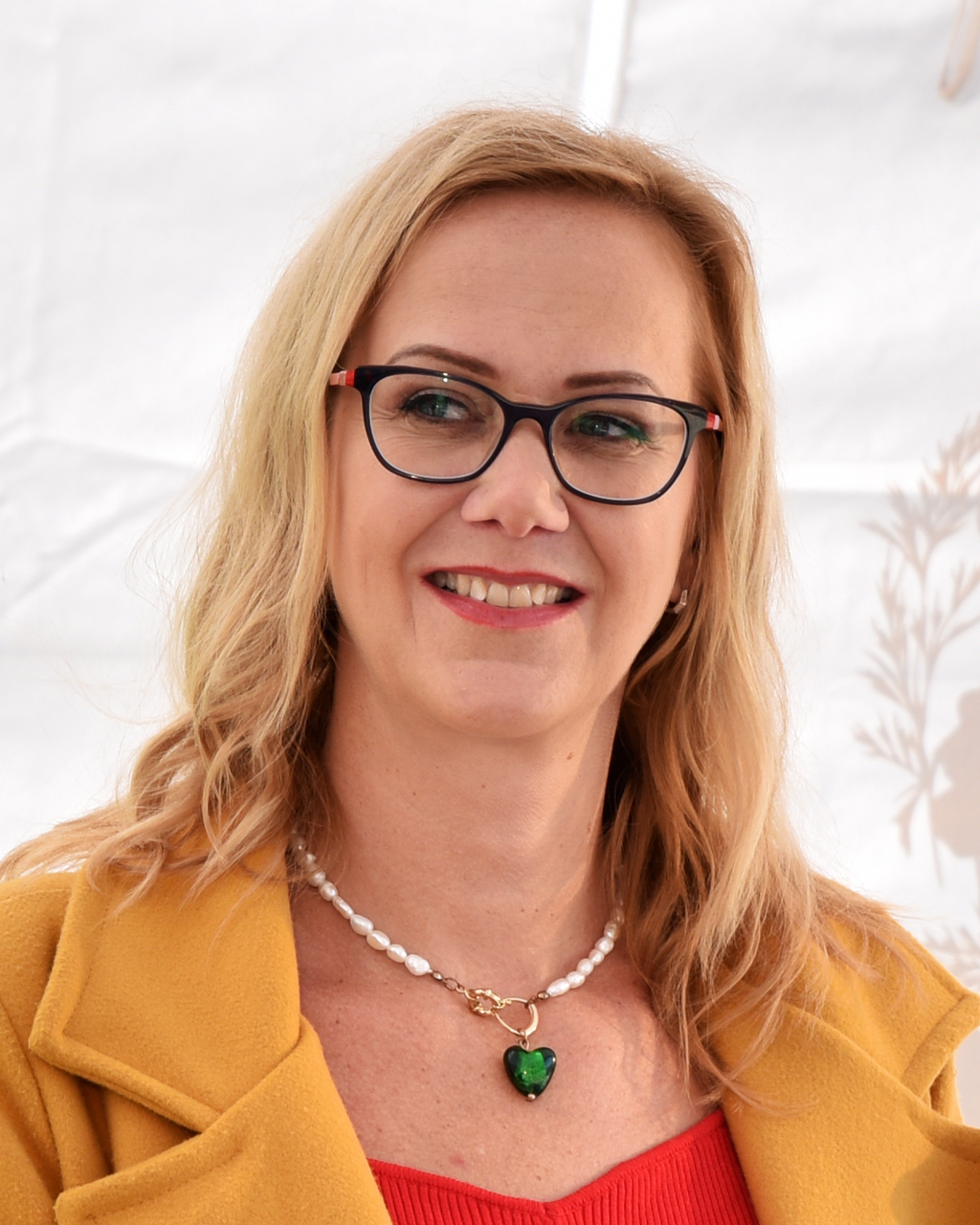
Jana Komrsková, náměstkyně primátora Prahy

## Státní příspěvek
| Rok  |                    |                 |                             |                             |                             |                             |                             |                             |                 |                    |                |
| Rok  | Příspěvek za hlasy | Stálý příspěvek | Mandáty (počet a příspěvek) | Mandáty (počet a příspěvek) | Mandáty (počet a příspěvek) | Mandáty (počet a příspěvek) | Mandáty (počet a příspěvek) | Mandáty (počet a příspěvek) | Stálý a Mandáty | Politický institut | celkem [Kč]    |
| Rok  | Příspěvek za hlasy | Stálý příspěvek | PSP ČR                      | PSP ČR                      | Senát                       | Senát                       | kraje + Praha               | kraje + Praha               | Stálý a Mandáty | Politický institut | celkem [Kč]    |
| ---- | ------------------ | --------------- | --------------------------- | --------------------------- | --------------------------- | --------------------------- | --------------------------- | --------------------------- | --------------- | ------------------ | -------------- |
| 2012 |                    | 0,-             | 0                           |                             | 0 → 1                       | 213 750,-                   | 0                           |                             | 213 750,-       |                    | 213 750,-      |
| 2013 | 13 241 700,-       | 0,-             | 0                           |                             | 1                           | 855 000,-                   | 0                           |                             | 855 000,-       |                    | 14 096 700,-   |
| 2014 | 2 175 420,-        | 0,-             | 0                           |                             | 1                           | 855 000,-                   | 0 → 4                       | 237 500,-                   | 1 092 500,-     |                    | 3 267 920,-    |
| 2015 |                    | 0,-             | 0                           |                             | 1                           | 855 000,-                   | 4                           | 950 000,-                   | 1 805 000,-     |                    | 1 805 000,-    |
| 2016 |                    | 0,-             | 0                           |                             | 1                           | 855 000,-                   | 4 → 9                       | 1 246 875,-                 | 2 101 875,-     |                    | 2 101 875,-    |
| 2017 | 54 639 300,-       | 2 500 000,-     | 0 → 22                      | 4 950 000                   | 1                           | 900 000,-                   | 9                           | 2 250 000,-                 | 10 600 000,-    |                    | 65 239 300,-   |
| 2018 |                    | 10 000 000,-    | 22                          | 19 800 000,-                | 1                           | 900 000,-                   | 9 → 18                      | 2 812 500,-                 | 33 512 500,-    |                    | 33 512 500,-   |
| 2019 | 9 925 320,-        | 10 000 000,-    | 22                          | 19 800 000,-                | 1                           | 900 000,-                   | 18                          | 4 500 000,-                 | 35 200 000,-    |                    | 45 125 320,-   |
| 2020 |                    | 10 000 000,-    | 22                          | 19 800 000,-                | 1 → 2                       | 1 125 000,-                 | 18 → 112                    | 10 375 000,-                | 41 300 000,-    |                    | 41 300 000,-   |
| 2021 | 58 138 338,46      | 7 500 000,-     | 22 → 4                      | 14 850 000,-                | 2                           | 1 350 000,-                 | 112                         | 21 000 000,-                | 44 700 000,-    |                    | 102 838 338,46 |

## Republikové předsednictvo

### Současné
- předseda: Zdeněk Hřib, první náměstek primátora Prahy
- 1. místopředseda: Martin Šmída, projektový manažer
- 2. místopředsedkyně: Hana Hajnová, zastupitelka města Telč
- 3. místopředseda: Michal Bláha, zakladatel neziskové organizace Hlídač státu
- 4. místopředsedkyně: Olga Richterová, poslankyně Poslanecké sněmovny PČR

### Historie
| Předseda: - Kamil Horký (2009) - Ivan Bartoš (2009–2014) - Lukáš Černohorský (2014–2016) - Ivan Bartoš (2016–2024) - Zdeněk Hřib (od 2024) 1. místopředseda: - Jiří Kadeřávek (2009) - Kamil Horký (2009–2010) - Adam Šoukal (2010–2012) - Jakub Michálek (2012–2013) - Lenka Matoušková (2013–2014) - Vojtěch Pikal (2014–2018) - Olga Richterová (2018–2022) - Marcel Kolaja (2022–2024) - Klára Kocmanová (2024) - Martin Šmída (od 2024) | 2. místopředseda: - Anežka Bubeníčková (2009) - Michal Zadražil (2009–2010) - Robert Adámek (2010) - Jiří Rezek (2010) - Mikuláš Ferjenčík (2010–2012) - Lenka Wagnerová (2012–2013) - Mikuláš Ferjenčík (2013–2014) - Michal Havránek (2014) - Dominika Michailidu (2014–2016) - Martin Šmída (2016–2018) - Radek Holomčík (2018–2020) - Vojtěch Pikal (2020–2022) - Hana Hajnová (2022–2024) - Markéta Gregorová (2024) - Hana Hajnová (od 2024) | 3. místopředseda: - Ivan Bartoš (2009) - Robert Adámek (2009–2010) - Jiří Rezek (2010) - Mikuláš Ferjenčík (2010) - Ivo Vašíček (2010–2012) - Mikuláš Ferjenčík (2012–2013) - Ivo Vašíček (2013–2014) - Jana Michailidu (2014) - Ivo Vašíček (2014–2016) - Václav Fořtík (2016–2016) - Jakub Michálek (2016–2020) - Radek Holomčík (2020–2022) - Blanka Charvátová (2022–2024) - Jana Holomčík Leitnerová (2024) - Michal Bláha (od 2024) | 4. místopředseda: - Ondřej Profant (2009) - Jiří Rezek (2009–2010) - Mikuláš Ferjenčík (2010) - Jiří Kadeřávek (2010) - Ingrid Romancová (2010) - Martin Brož (2010–2012) - Marcel Kolaja (2012–2013) - Ivo Vašíček (2013) - Tomáš Vymazal (2014–2016) - Ivo Vašíček (2016–2017) - Mikuláš Peksa (2017–2019) - Martin Kučera (2020–2021) - Martin Jiránek (2022–2024) - Dominika Poživilová Michailidu (2024) - Olga Richterová (od 2024) |

## Kritika
Odpor svazů nakladatelů a autorů vyvolalo, když Pirátská strana zveřejnila článek proti připravované novele autorského zákona. Organizace OSA vydala před komunálními volbami v roce 2010 tiskovou zprávu kritizující pirátskou stranu. Jiří Srstka z organizace DILIA pak Piráty kritizoval, protože se nepodařilo novelu prosadit.
Bývalý předseda TOP 09 Miroslav Kalousek, bývalý ministr obrany Alexandr Vondra a Jakub Janda z think-tanku Evropské hodnoty kritizovali Pirátskou stranu za její kritický postoj vůči NATO, přičemž cca 60 % členů je pro setrvání.
Pražský primátor Zdeněk Hřib byl kritizován opozicí i některými členy vlastní strany, když 20. května 2019 umožnil tajné hlasování o geologickém průzkumu linky metra D za 1,5 miliardy korun. Primátor Hřib společně s radními z Praha Sobě a TOP 09 hlasoval pro usnesení, kterým bylo umožněno tajné hlasování.